# الطواف النسائي للاتحاد الدولي لكرة المضرب – 2016 (يوليو–سبتمبر)
الطواف النسائي للاتحاد الدولي لكرة المضرب هي نسخة عام 2017 من الجولة الثانية في لعبة كرة المضرب للمحترفات. تنظمها الاتحاد الدولي لكرة المضرب وهي درجة أقل من جولة رابطة محترفات التنس. يتضمن الطواف العالمي لكرة المضرب النسائية برعاية الاتحاد الدولي لكرة المضرب بطولات بجوائز مالية تتراوح من $15،000 إلى $100،000.

## المواسم
| مواسم الطواف العالمي لكرة المضرب النسائية برعاية الاتحاد الدولي لكرة المضرب | مواسم الطواف العالمي لكرة المضرب النسائية برعاية الاتحاد الدولي لكرة المضرب | مواسم الطواف العالمي لكرة المضرب النسائية برعاية الاتحاد الدولي لكرة المضرب | مواسم الطواف العالمي لكرة المضرب النسائية برعاية الاتحاد الدولي لكرة المضرب | مواسم الطواف العالمي لكرة المضرب النسائية برعاية الاتحاد الدولي لكرة المضرب | مواسم الطواف العالمي لكرة المضرب النسائية برعاية الاتحاد الدولي لكرة المضرب | مواسم الطواف العالمي لكرة المضرب النسائية برعاية الاتحاد الدولي لكرة المضرب | مواسم الطواف العالمي لكرة المضرب النسائية برعاية الاتحاد الدولي لكرة المضرب | مواسم الطواف العالمي لكرة المضرب النسائية برعاية الاتحاد الدولي لكرة المضرب | مواسم الطواف العالمي لكرة المضرب النسائية برعاية الاتحاد الدولي لكرة المضرب |
| تسعينيات القرن العشرين                                                      | تسعينيات القرن العشرين                                                      | تسعينيات القرن العشرين                                                      | تسعينيات القرن العشرين                                                      | تسعينيات القرن العشرين                                                      | تسعينيات القرن العشرين                                                      | تسعينيات القرن العشرين                                                      | تسعينيات القرن العشرين                                                      | تسعينيات القرن العشرين                                                      | تسعينيات القرن العشرين                                                      |
| --------------------------------------------------------------------------- | --------------------------------------------------------------------------- | --------------------------------------------------------------------------- | --------------------------------------------------------------------------- | --------------------------------------------------------------------------- | --------------------------------------------------------------------------- | --------------------------------------------------------------------------- | --------------------------------------------------------------------------- | --------------------------------------------------------------------------- | --------------------------------------------------------------------------- |
| 1994                                                                        | 1995                                                                        | 1995                                                                        | 1996                                                                        | 1997                                                                        | 1998                                                                        | 1999                                                                        |                                                                             |                                                                             |                                                                             |
| العقد الأول من القرن 21                                                     |                                                                             |                                                                             |                                                                             |                                                                             |                                                                             |                                                                             |                                                                             |                                                                             |                                                                             |
| 2000                                                                        | 2001                                                                        | 2002                                                                        | 2003                                                                        | 2004                                                                        | 2005                                                                        | 2006                                                                        | 2007                                                                        | 2008 الربع الأول · الربع الثاني · الربع الثالث                              | 2009                                                                        |
| العقد الثاني من القرن 21                                                    |                                                                             |                                                                             |                                                                             |                                                                             |                                                                             |                                                                             |                                                                             |                                                                             |                                                                             |
| 2010 الربع الأول · الربع الثاني · الربع الثالث · الربع الرابع               | 2011 الربع الأول · الربع الثاني · الربع الثالث · الربع الرابع               | 2012 الربع الأول · الربع الثاني · الربع الثالث · الربع الرابع               | 2013 الربع الأول · الربع الثاني · الربع الثالث · الربع الرابع               | 2014 الربع الأول · الربع الثاني · الربع الثالث · الربع الرابع               | 2015 الربع الأول · الربع الثاني · الربع الثالث · الربع الرابع               | 2016 الربع الأول · الربع الثاني · الربع الثالث · الربع الرابع               | 2017 الربع الأول · الربع الثاني · الربع الثالث · الربع الرابع               | 2018 الربع الأول · الربع الثاني · الربع الثالث · الربع الرابع               | 2019 الربع الأول · الربع الثاني · الربع الثالث · الربع الرابع               |
| العقد الثالث من القرن 21                                                    |                                                                             |                                                                             |                                                                             |                                                                             |                                                                             |                                                                             |                                                                             |                                                                             |                                                                             |
| 2020 الربع الأول · الربع الثاني · الربع الثالث · الربع الرابع               | 2021 الربع الأول · الربع الثاني · الربع الثالث · الربع الرابع               | 2022 الربع الأول · الربع الثاني · الربع الثالث · الربع الرابع               | 2023 الربع الأول · الربع الثاني · الربع الثالث · الربع الرابع               | 2024 الربع الأول · الربع الثاني · الربع الثالث · الربع الرابع               | 2025 الربع الأول · الربع الثاني · الربع الثالث · الربع الرابع               |                                                                             |                                                                             |                                                                             |                                                                             |

## المفتاح
| الفئات      | القيمة المالية |
| بطولات W100 | $100,000       |
| بطولات W80  | $80,000        |
| بطولات W60  | $60,000        |
| بطولات W25  | $25,000        |
| بطولات W15  | $15,000        |

## الأشهر

### يوليو
| الأسبوع  | البطولة | الفائزات                                                                              | الوصيفات                                                                   | المتأهلات لنصف النهائي                                   | المتأهلات لربع النهائي                                                        |
| -------- | --- | ------------------------------------------------------------------------------------- | -------------------------------------------------------------------------- | -------------------------------------------------------- | ----------------------------------------------------------------------------- |
| 4 يوليو  | لورين أوبن 88 كونتريكزفيل، فرنسا ملعب ترابي 100،000 دولار فردي - زوجي                                                                        | بولين بارمنتييه 6–1، 6–1                                                              | أوسيان دودان                                                               | سيندي برغر أماندين هيس                                   | ميرتل جورج ميسا إجوشي تمارا كورباتش ماريا سكاري                               |
| 4 يوليو  | لورين أوبن 88 كونتريكزفيل، فرنسا ملعب ترابي 100،000 دولار فردي - زوجي                                                                        | سيندي برغر لورا بوس تيو 6–1، 6–3                                                      | نيكول ميليشار ريناتا فوراكوفا                                              | سيندي برغر أماندين هيس                                   | ميرتل جورج ميسا إجوشي تمارا كورباتش ماريا سكاري                               |
| 4 يوليو  | بطولة مركز تنس أوروبا للسيدات بودابست، هنغاريا ملعب ترابي 100،000 دولار فردي - زوجي                                                          | إليتسا كوستوفا 6–0، 7–6(7–3)                                                          | فيكتوريا توموفا                                                            | فاني ستولار نيكوليتا داسكالو                             | إيكاترين جورجودزي يوفانا ياكشيتش ريبيكا بيترسون كريستينا دينو                 |
| 4 يوليو  | بطولة مركز تنس أوروبا للسيدات بودابست، هنغاريا ملعب ترابي 100،000 دولار فردي - زوجي                                                          | إيما بورغييتش بوكو جورجينا غارسيا بيريز 6–4، 2–6، [12–10]                             | لينكا كونتشيكوفا كارولينا ستوخلا                                           | فاني ستولار نيكوليتا داسكالو                             | إيكاترين جورجودزي يوفانا ياكشيتش ريبيكا بيترسون كريستينا دينو                 |
| 4 يوليو  | راينيرت أوبن فرسمولد، ألمانيا ملعب ترابي 50،000 دولار فردي - زوجي                                                                            | أنطونيا لوتنير 3–6، 7–5، 6–3                                                          | تيريزا سميتكوفا                                                            | كارولينا موتشوفا سورانا كريستيا                          | نينا ستويانوفيتش إيرينا خروماتشيفا ايبك سويلو ليزلي كيركوف                    |
| 4 يوليو  | راينيرت أوبن فرسمولد، ألمانيا ملعب ترابي 50،000 دولار فردي - زوجي                                                                            | ناتيلا دزالاميدزه فاليريا ستراخوفا 6–2، 6–1                                           | كاناي هيسامي كوتومي تاكاتا                                                 | كارولينا موتشوفا سورانا كريستيا                          | نينا ستويانوفيتش إيرينا خروماتشيفا ايبك سويلو ليزلي كيركوف                    |
| 4 يوليو  | يوشى، الصين ملعب صلب $25،000 قرعة المباريات الفردية والزوجية                                                                                 | هان نا لاي 5–7، 6–1، 6–3                                                              | لو جياكسي                                                                  | ليو فانجزو وي تشانلان                                    | صن شيويليو غاي آو تشانغ يوكسوان نيجينا أبدوريموفا                             |
| 4 يوليو  | يوشى، الصين ملعب صلب $25،000 قرعة المباريات الفردية والزوجية                                                                                 | جيانغ شينيو تانغ تشيانهوى 6–2، 3–6، [10–5]                                            | غاي آو غاو شانشان                                                          | ليو فانجزو وي تشانلان                                    | صن شيويليو غاي آو تشانغ يوكسوان نيجينا أبدوريموفا                             |
| 4 يوليو  | تورينو، إيطاليا ملعب ترابي $25،000 قرعة المباريات الفردية والزوجية                                                                           | دليلا ياكوبوفيتش 7–5، 6–4                                                             | لينا جيورشيسكا                                                             | أناستازيا جريمالسكا مونتسيرات غونزاليس                   | ليزا سابينو ألبرتا بريانتي صوفيا شاباتافا إيرين بورييو إسكوريلو               |
| 4 يوليو  | تورينو، إيطاليا ملعب ترابي $25،000 قرعة المباريات الفردية والزوجية                                                                           | لينا جيورشيسكا دليلا ياكوبوفيتش 6–3، 6–3                                              | أليس ماتيوكسي صوفيا شاباتافا                                               | أناستازيا جريمالسكا مونتسيرات غونزاليس                   | ليزا سابينو ألبرتا بريانتي صوفيا شاباتافا إيرين بورييو إسكوريلو               |
| 4 يوليو  | بروكسل، بلجيكا ملعب ترابي $10،000 قرعة المباريات الفردية والزوجية                                                                            | إيلين بيريز 6–2، 6–3                                                                  | كيمبرلي زيمرمان                                                            | إيمانويل جيرار مانون بيرال                               | نينا ستادلر فيفيان وولف إليسا فانلانجدونك هيلين شلوسن                         |
| 4 يوليو  | بروكسل، بلجيكا ملعب ترابي $10،000 قرعة المباريات الفردية والزوجية                                                                            | كارولينا ألفيس إيلين بيريز 6–2، 6–3                                                   | كارين كينيل هيلين شلوسن                                                    | إيمانويل جيرار مانون بيرال                               | نينا ستادلر فيفيان وولف إليسا فانلانجدونك هيلين شلوسن                         |
| 4 يوليو  | شرم الشيخ، مصر ملعب صلب $10،000 قرعة المباريات الفردية والزوجية                                                                              | إليني كوردوليمي 7–6(8–6)، 6–3                                                         | آنا بيانكا ميهَيله                                                          | كليمانس فايل شيلبي تالكت                                 | ناومي توتكا فاليريا يوششينكو إيوانا بيتروا سنحديفي ريدي                       |
| 4 يوليو  | شرم الشيخ، مصر ملعب صلب $10،000 قرعة المباريات الفردية والزوجية                                                                              | إليني كوردوليمي كاتيرينا سليسار 6–2، 7–5                                              | ميرابيل نجوز شوتا شاندرا رنا                                               | كليمانس فايل شيلبي تالكت                                 | ناومي توتكا فاليريا يوششينكو إيوانا بيتروا سنحديفي ريدي                       |
| 4 يوليو  | أمستلفين، هولندا ملعب ترابي $10،000 قرعة المباريات الفردية والزوجية                                                                          | بيبيني ويجيرز 6–7(4–7)، 6–4، 6–3                                                      | أريان هارتونو                                                              | فرانسيس ألتك سفيتلانا بيراشينكا                          | ديوي ديكمان جوليا كيملمان ماندي واجماكر داشا إيفانوفا                         |
| 4 يوليو  | أمستلفين، هولندا ملعب ترابي $10،000 قرعة المباريات الفردية والزوجية                                                                          | فرانسيس ألتك أسترا شارما 6–4، 6–2                                                     | إريكا فوجلسانج ماندي واجماكر                                               | فرانسيس ألتك سفيتلانا بيراشينكا                          | ديوي ديكمان جوليا كيملمان ماندي واجماكر داشا إيفانوفا                         |
| 4 يوليو  | لشبونة، البرتغال ملعب صلب $10،000 قرعة المباريات الفردية والزوجية                                                                            | ماريا خوسيه لوكي مورينو 6–2، 6–3                                                      | إيما لين                                                                   | سامانثا موراي ماريا جواو كوهلر                           | لورا غولبي أندريا كا ليا ثولي أرابيلا فرنانديز رابنر                          |
| 4 يوليو  | لشبونة، البرتغال ملعب صلب $10،000 قرعة المباريات الفردية والزوجية                                                                            | إيما لين سامانثا موراي 7–6(7–5)، 6–3                                                  | ماتيلد أرمينتانو إينيس مورتا                                               | سامانثا موراي ماريا جواو كوهلر                           | لورا غولبي أندريا كا ليا ثولي أرابيلا فرنانديز رابنر                          |
| 4 يوليو  | ياش، رومانيا ملعب ترابي $10،000 قرعة المباريات الفردية والزوجية                                                                              | ألكسندرا بيربر 6–3، 6–0                                                               | غيورغيا ماركيتي                                                            | أناستازيا فدوفينكو إيرينا فيتيكاو                        | غابرييلا تالابا ناتاليه سفاتشكوفا سيمونا يونيسكو أندريا بريس آكاري            |
| 4 يوليو  | ياش، رومانيا ملعب ترابي $10،000 قرعة المباريات الفردية والزوجية                                                                              | إلينا-تيودورا كادار غيورغيا ماركيتي 7–6(9–7)، 6–7(1–7)، [11–9]                        | كاساندرا دافسين إيرينا فيتيكاو                                             | أناستازيا فدوفينكو إيرينا فيتيكاو                        | غابرييلا تالابا ناتاليه سفاتشكوفا سيمونا يونيسكو أندريا بريس آكاري            |
| 4 يوليو  | نيش، صربيا ملعب ترابي $10،000 قرعة المباريات الفردية والزوجية                                                                                | فيكتوريا كوزموفا 6–1، 6–2                                                             | ميرا أنتونيتش                                                              | بيترا أوبيرالوفا تمارا تشروفيتش                          | أمينة أنشبا ناتاليا كوستيتش ماريانا زاكارليوك آني فانجيلوفا                   |
| 4 يوليو  | نيش، صربيا ملعب ترابي $10،000 قرعة المباريات الفردية والزوجية                                                                                | أمينة أنشبا أنجلينا غابويفا 7–5، 7–5                                                  | تمارا تشروفيتش ناتاليا كوستيتش                                             | بيترا أوبيرالوفا تمارا تشروفيتش                          | أمينة أنشبا ناتاليا كوستيتش ماريانا زاكارليوك آني فانجيلوفا                   |
| 4 يوليو  | غيمتشون، كوريا الجنوبية ملعب صلب $10،000 قرعة المباريات الفردية والزوجية                                                                     | وانغ يان 4–6، 6–2، 6–4                                                                | بارك سانغ هي                                                               | يا هيو جونغ ماي مينوكوشي                                 | هونج سيونغ يون كيم دا بن مانا آيوكاوا ريسا أوشيجيما                           |
| 4 يوليو  | غيمتشون، كوريا الجنوبية ملعب صلب $10،000 قرعة المباريات الفردية والزوجية                                                                     | كاثرين آيب جيسي رومبيس 6–3، 6–3                                                       | كيم هاي سونغ كيم مي أوك                                                    | يا هيو جونغ ماي مينوكوشي                                 | هونج سيونغ يون كيم دا بن مانا آيوكاوا ريسا أوشيجيما                           |
| 4 يوليو  | غوتكسو، إسبانيا ملعب ترابي $10،000 قرعة المباريات الفردية والزوجية                                                                           | جيسيكا بونشيه 4–6، 6–2، 6–1                                                           | إيوانا لوريدانا روسكا                                                      | شارلوت رومر ديسبينا باباميتشايل                          | ألكسندرا كوراشفيلي كريستينا بوكشا كارلا لوسيرو هانا لاندنر                    |
| 4 يوليو  | غوتكسو، إسبانيا ملعب ترابي $10،000 قرعة المباريات الفردية والزوجية                                                                           | ألكسندرا كوراشفيلي إيوانا لوريدانا روسكا 6–0، 6–3                                     | كارلا لوسيرو جيسيكا بونشيه                                                 | شارلوت رومر ديسبينا باباميتشايل                          | ألكسندرا كوراشفيلي كريستينا بوكشا كارلا لوسيرو هانا لاندنر                    |
| 4 يوليو  | بوجا، تركيا ملعب صلب $10،000 قرعة المباريات الفردية والزوجية                                                                                 | آنا فيسيلينوفيتش 6–3، 6–4                                                             | أيميت أوزكاتيجوي                                                           | فلادا إكشيبروفا زوزانا زلوخوفا                           | داريا لوديكوفا موجي توبسل بيتيا آرشينكوفا كسينيا بالكينا أولوكان              |
| 4 يوليو  | بوجا، تركيا ملعب صلب $10،000 قرعة المباريات الفردية والزوجية                                                                                 | فلادا إكشيبروفا آنا فيسيلينوفيتش 6–3، 6–3                                             | داريا لوديكوفا أنيت مونوزوفا                                               | فلادا إكشيبروفا زوزانا زلوخوفا                           | داريا لوديكوفا موجي توبسل بيتيا آرشينكوفا كسينيا بالكينا أولوكان              |
| 11 يوليو | كأس آي تي إس أولوموتس، جمهورية التشيك ملعب ترابي $50،000 فردي – زوجي                                                                         | إليزافيتا كوليتشكوفا 4–6، 6–2، 6–1                                                    | إيكاترينا ألكسندروفا                                                       | أناستازيا جريمالسكا جابرئيلا بانتوكوفا                   | تينا لوكاس بيرنيلا منديزوفا فاني ستولار كارولينا موتشوفا                      |
| 11 يوليو | كأس آي تي إس أولوموتس، جمهورية التشيك ملعب ترابي $50،000 فردي – زوجي                                                                         | إيما بورجيك بوكو جاسمينا تينجيتش 7–5، 6–3                                             | كاتارينا لينرت أناستاسيا شوشينا                                            | أناستازيا جريمالسكا جابرئيلا بانتوكوفا                   | تينا لوكاس بيرنيلا منديزوفا فاني ستولار كارولينا موتشوفا                      |
| 11 يوليو | كأس بورصة بورصة (مدينة)، تركيا ملعب ترابي $50،000 فردي – زوجي                                                                                | لم تكتمل بسبب الاضطرابات في تركيا الناتجة عن محاولة الانقلاب في تركيا 2016            | لم تكتمل بسبب الاضطرابات في تركيا الناتجة عن محاولة الانقلاب في تركيا 2016 | ايبك سويلو لينا غورشيسكا صوفيا شاباتافا نينا ستويانوفيتش | دينيز خزانيك إيكاترين جورجودزي ديا هردجلاش أناستاسيا جاسانوفا                 |
| 11 يوليو | كأس بورصة بورصة (مدينة)، تركيا ملعب ترابي $50،000 فردي – زوجي                                                                                | لم تكتمل بسبب الاضطرابات في تركيا الناتجة عن محاولة الانقلاب في تركيا 2016            |                                                                            | ايبك سويلو لينا غورشيسكا صوفيا شاباتافا نينا ستويانوفيتش | دينيز خزانيك إيكاترين جورجودزي ديا هردجلاش أناستاسيا جاسانوفا                 |
| 11 يوليو | تشالنجر ستوكتون ستوكتون، الولايات المتحدة الأمريكية ملعب صلب $50،000 فردي – زوجي                                                             | أليسون فان يوتفانخ 6–3، 3–6، 6–2                                                      | أناستازيا بيفوفاروفا                                                       | كاثرين بيليس ميشيل لارشر دي بريتو                        | أرينا روديونوفا جيمي لوب أورزولا رادفانسكا روبن أندرسون                       |
| 11 يوليو | تشالنجر ستوكتون ستوكتون، الولايات المتحدة الأمريكية ملعب صلب $50،000 فردي – زوجي                                                             | كريستينا بليسكوفا أليسون فان يوتفانخ 6–2، 6–3                                         | روبن أندرسون ميجان ماناسي                                                  | كاثرين بيليس ميشيل لارشر دي بريتو                        | أرينا روديونوفا جيمي لوب أورزولا رادفانسكا روبن أندرسون                       |
| 11 يوليو | تشالنجر بنك وينيبج الوطني وينيبيغ، كندا ملعب صلب $25،000 قرعة المباريات الفردية والزوجية                                                     | فرانشيسكا دي لورينزو 6–4، 6–1                                                         | إرين روتليف                                                                | أوليفيا روجوفسكا رونيت يوروفيسكي                         | هارييت دارت ليزيت كابرييرا ميشيكا أوزيكي ميهارو إيمانشي                       |
| 11 يوليو | تشالنجر بنك وينيبج الوطني وينيبيغ، كندا ملعب صلب $25،000 قرعة المباريات الفردية والزوجية                                                     | فرانشيسكا دي لورينزو رونيت يوروفيسكي 1–6، 7–5، [10–6]                                 | ماري ألكسندر ليدوك شارلوت روبيلارد ميليت                                   | أوليفيا روجوفسكا رونيت يوروفيسكي                         | هارييت دارت ليزيت كابرييرا ميشيكا أوزيكي ميهارو إيمانشي                       |
| 11 يوليو | تشوجينغ، الصين ملعب صلب $25،000 قرعة المباريات الفردية والزوجية                                                                              | نيجينا أبدوريموفا 7–5، 6–3                                                            | ليو فانجزو                                                                 | أكيكو أوماي جانغ سو جونج                                 | لو جينغجينغ لي يا هسوان شو تشينغ ون شون فانيينغ                               |
| 11 يوليو | تشوجينغ، الصين ملعب صلب $25،000 قرعة المباريات الفردية والزوجية                                                                              | أكيكو أوماي بينجتارن بليبويتش 6–3، 6–3                                                | جيانغ شينيو تانغ تشيان هوي                                                 | أكيكو أوماي جانغ سو جونج                                 | لو جينغجينغ لي يا هسوان شو تشينغ ون شون فانيينغ                               |
| 11 يوليو | أشافنبورغ، ألمانيا ملعب ترابي $25،000 قرعة المباريات الفردية والزوجية                                                                        | آنا كالينسكايا 6–3، 2–6، 6–2                                                          | دليلا ياكوبوفيتش                                                           | أرانتشا روس آنا زيا                                      | شيرازاد ريكس مارتينا تريفيسان أنكيتا رآينا كيرين ليموين                       |
| 11 يوليو | أشافنبورغ، ألمانيا ملعب ترابي $25،000 قرعة المباريات الفردية والزوجية                                                                        | نيكولا جوير آنا زيا 6–4، 6–4                                                          | دليلا ياكوبوفيتش لو جياجينغ                                                | أرانتشا روس آنا زيا                                      | شيرازاد ريكس مارتينا تريفيسان أنكيتا رآينا كيرين ليموين                       |
| 11 يوليو | إيمولا، إيطاليا Carpet $25،000 قرعة المباريات الفردية والزوجية                                                                               | فيرونيكا كوديرميتوفا 6–4، 6–2                                                         | ميكايلا كرايتشيك                                                           | جاسمين باوليني آنا بلينكوفا                              | كورينا دينتوني ميكايلا أونتشوفا ديبورا كييزا أماندا كاريراس                   |
| 11 يوليو | إيمولا، إيطاليا Carpet $25،000 قرعة المباريات الفردية والزوجية                                                                               | إيليني دانيليدو ليزا سابينو 4–6، 6–2، [10–4]                                          | مارتينا دي جوزيبي ماريا ماسيني                                             | جاسمين باوليني آنا بلينكوفا                              | كورينا دينتوني ميكايلا أونتشوفا ديبورا كييزا أماندا كاريراس                   |
| 11 يوليو | نُك، بلجيكا ملعب ترابي 10،000 دولار قرعة المباريات الفردية والزوجية                                                                           | إيفا غيريرو ألفاريز 6–2، 6–3                                                          | مارغو يروليموس                                                             | كارولينا ألفيس أسترا شارما                               | جوليت ستوير كارلا لوكيرو بريسيلا هيس كيمبرلي زيمرمان                          |
| 11 يوليو | نُك، بلجيكا ملعب ترابي 10،000 دولار قرعة المباريات الفردية والزوجية                                                                           | فرانسيس ألتيك أسترا شارما 6–4، 6–4                                                    | ديبورا كيرفس كيلي فيرستيخ                                                  | كارولينا ألفيس أسترا شارما                               | جوليت ستوير كارلا لوكيرو بريسيلا هيس كيمبرلي زيمرمان                          |
| 11 يوليو | شرم الشيخ، مصر ملعب صلب 10،000 دولار قرعة المباريات الفردية والزوجية                                                                         | جاكلين كاباج أود 7–6(7–2)، 6–4                                                        | إيوانا بيتريو                                                              | بريندا نجكي آنا فيسيلينوفيتش                             | سنيهدي ريدي لميس الحسين عبد العزيز كليمونس فايول فارفارا كوزنيتسوفا           |
| 11 يوليو | شرم الشيخ، مصر ملعب صلب 10،000 دولار قرعة المباريات الفردية والزوجية                                                                         | جاكلين كاباج أود آنا فيسيلينوفيتش 6–4، 6–1                                            | كاترينا سلوسار دروثي تاتشار فينوغوبال                                      | بريندا نجكي آنا فيسيلينوفيتش                             | سنيهدي ريدي لميس الحسين عبد العزيز كليمونس فايول فارفارا كوزنيتسوفا           |
| 11 يوليو | حديقة فيكتوريا، هونغ كونغ ملعب صلب 10،000 دولار قرعة المباريات الفردية والزوجية                                                              | ميزونو كيجيما 6–1، 6–2                                                                | فرنيا وونجتينتشاي                                                          | زانغ يوكين كاثرين آيب                                    | بيرنا بامبري تشو إيه-هوان جيسيكا واكنيك بونياوي ثامشايوان                     |
| 11 يوليو | حديقة فيكتوريا، هونغ كونغ ملعب صلب 10،000 دولار قرعة المباريات الفردية والزوجية                                                              | يوديس تشونغ كاثرين آيب 6–2، 6–2                                                       | الكساندرا بوزوفيتش كيلا ماكفي                                              | زانغ يوكين كاثرين آيب                                    | بيرنا بامبري تشو إيه-هوان جيسيكا واكنيك بونياوي ثامشايوان                     |
| 11 يوليو | بروكوبليي، صربيا ملعب ترابي $10،000 قرعة المباريات الفردية والزوجية                                                                          | سارة تشاكاريفيتش 6–2، 6–0                                                             | ساتسوكي تاكامورا                                                           | كريستينا أوستوييتش يلينا لوكيك                           | باربارا كوتيليسوفا ميرا أنتونيتش آنا ماخوركينا تمارا تشروفيتش                 |
| 11 يوليو | بروكوبليي، صربيا ملعب ترابي $10،000 قرعة المباريات الفردية والزوجية                                                                          | فيرونيكا ميروسنيتشينكو فاليريا زيلفا 7–5، 6–1                                         | هوليا إيسين لوتفيي إيسين                                                   | كريستينا أوستوييتش يلينا لوكيك                           | باربارا كوتيليسوفا ميرا أنتونيتش آنا ماخوركينا تمارا تشروفيتش                 |
| 11 يوليو | غيمتشون، كوريا الجنوبية ملعب صلب $10،000 قرعة المباريات الفردية والزوجية                                                                     | وانغ يان 6–4، 7–6(7–1)                                                                | تشوي جي-هي                                                                 | جيونغ سو-نام مانا أيوكاوا                                | يا هيو جونغ أيانو شيميزو بارك سانغ-هي جيونغ يونغ-وون                          |
| 11 يوليو | غيمتشون، كوريا الجنوبية ملعب صلب $10،000 قرعة المباريات الفردية والزوجية                                                                     | جيسي رومبيس أيانو شيميزو 6–2، 7–5                                                     | هونج سيونغ يون كانغ سيو-كيونغ                                              | جيونغ سو-نام مانا أيوكاوا                                | يا هيو جونغ أيانو شيميزو بارك سانغ-هي جيونغ يونغ-وون                          |
| 18 يوليو | FSP Gold River Women's Challenger ساكرامنتو، الولايات المتحدة ملعب صلب 50،000 دولار فردي – زوجي                                              | صوفيا كينين 4–6، 6–1، 6–4                                                             | غريس مين                                                                   | فاليريا سولوفيفا سابينا شاريبوفا                         | كارولين روميو آن صوفي ميستاتش إليزافيتا يانتشوك كريستي آهن                    |
| 18 يوليو | FSP Gold River Women's Challenger ساكرامنتو، الولايات المتحدة ملعب صلب 50،000 دولار فردي – زوجي                                              | أشلي وينهولد كيتلين ووريسكي 6–4، 6–4                                                  | جيمي لوب شانيل سيموندز                                                     | فاليريا سولوفيفا سابينا شاريبوفا                         | كارولين روميو آن صوفي ميستاتش إليزافيتا يانتشوك كريستي آهن                    |
| 18 يوليو | دارمشتات، ألمانيا ملعب ترابي 25،000 دولار قرعة المباريات الفردية والزوجية                                                                    | تمارا كورباتش 6–2، 6–2                                                                | فيونا فيرو                                                                 | يفجينيا رودينا دليلا ياكوبوفيتش                          | إليين بويكينز بولينا فينوغرادوفا آنا زيا إيزابيلا شنيكوفا                     |
| 18 يوليو | دارمشتات، ألمانيا ملعب ترابي 25،000 دولار قرعة المباريات الفردية والزوجية                                                                    | فالنتيني جراماتيكوبولو آنا كالينسكايا 6–4، 6–1                                        | أنيتا حوساريتش دليلا ياكوبوفيتش                                            | يفجينيا رودينا دليلا ياكوبوفيتش                          | إليين بويكينز بولينا فينوغرادوفا آنا زيا إيزابيلا شنيكوفا                     |
| 18 يوليو | باد والترسدورف، النمسا ملعب ترابي 10،000 دولار قرعة المباريات الفردية والزوجية                                                               | كاثينكا فون ديكمان 7–5، 6–4                                                           | غابرييلا بانتوتشكوفا                                                       | أناستاسيا بريبيلوفا بترا كرجسوفا                         | نينا بوتوشنيك زوزانا زالابسكا مارليز زوبر مريم كولودجيجوفا                    |
| 18 يوليو | باد والترسدورف، النمسا ملعب ترابي 10،000 دولار قرعة المباريات الفردية والزوجية                                                               | نينا بوتوشنيك بولونا ريبيرساك 6–3، 6–4                                                | ناستجا كولار فرانسيسكا ستيفنسون                                            | أناستاسيا بريبيلوفا بترا كرجسوفا                         | نينا بوتوشنيك زوزانا زالابسكا مارليز زوبر مريم كولودجيجوفا                    |
| 18 يوليو | شرم الشيخ، مصر ملعب صلب $10،000 قرعة المباريات الفردية والزوجية                                                                              | بريندا نجوكي 6–4، 6–3                                                                 | إليني كوردولايمي                                                           | كريستينا شاكوفيتس ميرايل نوجوز                           | فيكتوريا مونتيان إيفا سيسكا لينا قسطال ناتاشا بيلودو                          |
| 18 يوليو | شرم الشيخ، مصر ملعب صلب $10،000 قرعة المباريات الفردية والزوجية                                                                              | كارين كينيل فيكتوريا مونتيان 7–6(7–4)، 2–6، [10–4]                                    | علا أبو ذكري دروثي تاتشار فينوجوبال                                        | كريستينا شاكوفيتس ميرايل نوجوز                           | فيكتوريا مونتيان إيفا سيسكا لينا قسطال ناتاشا بيلودو                          |
| 18 يوليو | تامبيري المفتوح تامبيري، فنلندا ملعب ترابي $10،000 قرعة المباريات الفردية والزوجية نسخة محفوظة 2016-07-02 على موقع واي باك مشين.             | بيا سومالينين 0–6، 6–2، 6–3                                                           | إيما لين                                                                   | أنجلينا زورافليفا أناستاسيا شيكالكينا                    | ألكسندرا فوستريكوفا نورا نيدميرس كاتارينا هيرينغ جوليا واشاتشيك               |
| 18 يوليو | تامبيري المفتوح تامبيري، فنلندا ملعب ترابي $10،000 قرعة المباريات الفردية والزوجية نسخة محفوظة 2016-07-02 على موقع واي باك مشين.             | إيما لين جوليا واشاتشيك 6–2، 6–3                                                      | ميا إكلوند كاتارينا هيرينغ                                                 | أنجلينا زورافليفا أناستاسيا شيكالكينا                    | ألكسندرا فوستريكوفا نورا نيدميرس كاتارينا هيرينغ جوليا واشاتشيك               |
| 18 يوليو | سانت جيرفي ليه باين، فرنسا ملعب ترابي $10،000 قرعة المباريات الفردية والزوجية                                                                | كيارا شول 6–2، 6–2                                                                    | كونستانس سيبيل                                                             | Марина Шамаико إيلين بيريز                               | كيارا فرابولي إيفون كاڤالي ريميرز أليس باكي إليكسان ليشيميا                   |
| 18 يوليو | سانت جيرفي ليه باين، فرنسا ملعب ترابي $10،000 قرعة المباريات الفردية والزوجية                                                                | آبي مايرز إيلين بيريز 7–6(7–5)، 6–2                                                   | فاطمة النبهاني إستيل كاسينو                                                | Марина Шамаико إيلين بيريز                               | كيارا فرابولي إيفون كاڤالي ريميرز أليس باكي إليكسان ليشيميا                   |
| 18 يوليو | فيكتوريا بارك، هونغ كونغ ملعب صلب $10،000 قرعة المباريات الفردية والزوجية                                                                    | أيانو شيميزو 1–6، 6–4، 6–0                                                            | تانغ هوتشين                                                                | زانغ يوكون لي بي-تشي                                     | غاي آو كيرا شروف نغ كوان-ياو جيسيكا واكنيك                                    |
| 18 يوليو | فيكتوريا بارك، هونغ كونغ ملعب صلب $10،000 قرعة المباريات الفردية والزوجية                                                                    | ناجي هاناتاني ألانا بارنابي 6–4، 4–6، [13–11]                                         | غاي آو زانغ يينغ                                                           | زانغ يوكون لي بي-تشي                                     | غاي آو كيرا شروف نغ كوان-ياو جيسيكا واكنيك                                    |
| 18 يوليو | سكيو، إيطاليا ملعب ترابي $10،000 قرعة المباريات الفردية والزوجية                                                                             | فاليريا ستراخوڤا 6–3، 6–1                                                             | لوتشيزيا ستيفانيني                                                         | ديبورا شييزا إيليني دانيليدو                             | غيورغيا ماركيتي أليس بالدوتشي كاميلا سكالا نيكولا فوسا هويرجو                 |
| 18 يوليو | سكيو، إيطاليا ملعب ترابي $10،000 قرعة المباريات الفردية والزوجية                                                                             | باربارا غاتيكا ماريا فرنندا هيرازو 7–5، 1–6، [10–5]                                   | أليس بالدوتشي ديبورا شييزا                                                 | ديبورا شييزا إيليني دانيليدو                             | غيورغيا ماركيتي أليس بالدوتشي كاميلا سكالا نيكولا فوسا هويرجو                 |
| 18 يوليو | آستانا، كازاخستان ملعب صلب $10،000 قرعة المباريات الفردية والزوجية                                                                           | ڤيرا لابكو 7–6(7–3)، 3–6، 6–4                                                         | فاليريا سافينيخ                                                            | أليونا سوتنيكوفا مارتا بايجينا                           | مريم بولكڤادزي لوسين أڤانيزيان كسينيا بالكينا أولوكان غوزال أينييدينوفا       |
| 18 يوليو | آستانا، كازاخستان ملعب صلب $10،000 قرعة المباريات الفردية والزوجية                                                                           | أناستازيا فرولوفا أنجلينا جابويفا 6–2، 6–3                                            | سفياتلانا برازينكا أليونا سوتنيكوفا                                        | أليونا سوتنيكوفا مارتا بايجينا                           | مريم بولكڤادزي لوسين أڤانيزيان كسينيا بالكينا أولوكان غوزال أينييدينوفا       |
| 18 يوليو | ترجو جيو، رومانيا ملعب ترابي $10،000 قرعة المباريات الفردية والزوجية                                                                         | جاكلين كريستيان 7–6(7–5)، 6–3                                                         | جابرييلا تالابا                                                            | ألكسندرا بيربر مريم بلغارو                               | كريستينا إيني تشيهيرو موراماتسو لايتيشا سارازين جولييتا إستيبل                |
| 18 يوليو | ترجو جيو، رومانيا ملعب ترابي $10،000 قرعة المباريات الفردية والزوجية                                                                         | أندريا روسكا جابرييلا تاتاروش 4–6، 6–4، [10–8]                                        | كوين جليسون ميليسا كوبينسكي                                                | ألكسندرا بيربر مريم بلغارو                               | كريستينا إيني تشيهيرو موراماتسو لايتيشا سارازين جولييتا إستيبل                |
| 18 يوليو | بروكوبلي، صربيا ملعب ترابي 10،000 دولار قرعة المباريات الفردية والزوجية                                                                      | Katarina Jokić 6–4، 7–5                                                               | سارا كاكاريفيتش                                                            | ماريانا زاكارليوك ساتسوكي تاكامورا                       | ديا إفتيموفا باربارا كوتليسوفا فيرونيكا ميروشنيتشينكو مارينا كاتشار           |
| 18 يوليو | بروكوبلي، صربيا ملعب ترابي 10،000 دولار قرعة المباريات الفردية والزوجية                                                                      | تمارا تشروفيتش باربارا كوتليسوفا 5–7، 6–3، [10–8]                                     | ماسا يوفانوفيتش أنجيليك سفينوس                                             | ماريانا زاكارليوك ساتسوكي تاكامورا                       | ديا إفتيموفا باربارا كوتليسوفا فيرونيكا ميروشنيتشينكو مارينا كاتشار           |
| 18 يوليو | دون بينيتو، إسبانيا Carpet 10،000 دولار قرعة المباريات الفردية والزوجية                                                                      | ليزا سابينو 6–0، 6–3                                                                  | ماريا خوسيه لوكي مورينو                                                    | لورا ديجمان ماريا جواو كوهلر                             | يانا سيزيكوفا دليلة سعيد تشاين إيويك ماريا مارتينز مارتينز                    |
| 18 يوليو | دون بينيتو، إسبانيا Carpet 10،000 دولار قرعة المباريات الفردية والزوجية                                                                      | تشاين إيويك روزالي فان در هوك 7–5، 6–2                                                | أرابيلا فرناندز رابنر يانا سيزيكوفا                                        | لورا ديجمان ماريا جواو كوهلر                             | يانا سيزيكوفا دليلة سعيد تشاين إيويك ماريا مارتينز مارتينز                    |
| 18 يوليو | إيفانسفيل، الولايات المتحدة ملعب صلب 10،000 دولار قرعة المباريات الفردية والزوجية                                                            | كينيدي شافير 6–4، 1–6، 6–2                                                            | إيمينا بيكتاس                                                              | كيري وونغ م iharu Imanishi                               | برين بورين ويتني أوسويجوي فرانشيسكا دي لورينزو سارا دافتتيلا                  |
| 18 يوليو | إيفانسفيل، الولايات المتحدة ملعب صلب 10،000 دولار قرعة المباريات الفردية والزوجية                                                            | سوفي تشانغ ألكسندرا مولر 6–1، 6–4                                                     | برين بورين كيري وونغ                                                       | كيري وونغ م iharu Imanishi                               | برين بورين ويتني أوسويجوي فرانشيسكا دي لورينزو سارا دافتتيلا                  |
| 25 يوليو | Advantage Cars Prague Open براغ، جمهورية التشيك ملعب ترابي $75،000 Singles – Doubles                                                         | أنطونيا لوتنير 7–6(8–6)، 1–6، 7–5                                                     | كارينا ويثوفت                                                              | ريبيكا بيترسون ريبيكا سرامكوفا                           | منى بارثل إليزافيتا كوليتشكوفا كاتيرينا كوزلوفا يفجينيا رودينا                |
| 25 يوليو | Advantage Cars Prague Open براغ، جمهورية التشيك ملعب ترابي $75،000 Singles – Doubles                                                         | ديمي شورس ريناتا فوراكوفا 7–5، 3–6، [10–4] \| سيلفيا سولير إسبينوزا سارا سوريبس تورمو |                                                                            | ريبيكا بيترسون ريبيكا سرامكوفا                           | منى بارثل إليزافيتا كوليتشكوفا كاتيرينا كوزلوفا يفجينيا رودينا                |
| 25 يوليو | ITF Women's Circuit – Wuhan ووهان، الصين ملعب صلب $50،000 Singles – Doubles                                                                  | وانغ كيانغ 7–5، 6–2                                                                   | لوكسيكا كومخوم                                                             | شاكو أوياما نيجينا أبدوريموفا                            | وانغ يافان أكيكو أومائي أورزولا رادفانسكا كرامي نارا                          |
| 25 يوليو | ITF Women's Circuit – Wuhan ووهان، الصين ملعب صلب $50،000 Singles – Doubles                                                                  | شاكو أوياما ماكوتو نينوميا 6–4، 6–4 \| تشانغ كاي تشن دوان ينغينغ                      |                                                                            | شاكو أوياما نيجينا أبدوريموفا                            | وانغ يافان أكيكو أومائي أورزولا رادفانسكا كرامي نارا                          |
| 25 يوليو | بطولات كنتاكي بنك للتنس ليكسينغتون، الولايات المتحدة ملعب صلب $50،000 Singles – Doubles \| ميكايلا كرايتشيك 6–0، 2–6، 6–2 \| أرينا روديونوفا | جيمي لوبي يوفانا ياكسيتش                                                              | أليسون فان يوتفانخ غريت مينين هيروكو كواتا سابينا شاريبوفا                 |                                                          |                                                                               |
| 25 يوليو | بطولات كنتاكي بنك للتنس ليكسينغتون، الولايات المتحدة ملعب صلب $50،000 Singles – Doubles \| ميكايلا كرايتشيك 6–0، 2–6، 6–2 \| أرينا روديونوفا | جيمي لوبي يوفانا ياكسيتش                                                              | أليسون فان يوتفانخ غريت مينين هيروكو كواتا سابينا شاريبوفا                 | هيروكو كواتا تشو لين 6–0، 7–5                            | صوفي تشانغ ألكسندرا مولر                                                      |
| 25 يوليو | Torneio Internacional de Tênis Campos do Jordão كامبوس دو جورداو، البرازيل ملعب صلب $25،000 قرعة المباريات الفردية والزوجية                  | دانييلا سيغيل 7–5، 4–6، 7–5                                                           | ألكساندرينا نايدينوفا                                                      | باولا كريستينا غونسالفيس أليز ليم                        | ريناتا زارازوا لويزا ستيفاني مونتسيرات غونزاليس لورا بوس تيو                  |
| 25 يوليو | Torneio Internacional de Tênis Campos do Jordão كامبوس دو جورداو، البرازيل ملعب صلب $25،000 قرعة المباريات الفردية والزوجية                  | إنغريد غامارا مارتينس لورا بيجوسي 6–3، 3–6، [10–8]                                    | ماريا فرناندا ألفيس لويزا ستيفاني                                          | باولا كريستينا غونسالفيس أليز ليم                        | ريناتا زارازوا لويزا ستيفاني مونتسيرات غونزاليس لورا بوس تيو                  |
| 25 يوليو | هورب أم نيكار، ألمانيا ملعب ترابي $25،000 قرعة المباريات الفردية والزوجية                                                                    | تمارا كورباتش 6–2، 6–1                                                                | تيريزا سميتكوفا                                                            | تينا لوكاس ريتشل هوجينكامب                               | جوليا جربهر آنه شيفر ايبك سويلو لورا شيدر                                     |
| 25 يوليو | هورب أم نيكار، ألمانيا ملعب ترابي $25،000 قرعة المباريات الفردية والزوجية                                                                    | ريتشل هوجينكامب ليزلي كيرخوف 6–1، 7–6(7–2)                                            | أنيتا هوساريتش ألكسندرا كوراشفيلي                                          | تينا لوكاس ريتشل هوجينكامب                               | جوليا جربهر آنه شيفر ايبك سويلو لورا شيدر                                     |
| 25 يوليو | President's Cup أستانا، كازاخستان ملعب صلب $25،000 قرعة المباريات الفردية والزوجية                                                           | أليونا سوتنيكوفا 6–2، 6–3                                                             | فيرونيكا كوديرميتوفا                                                       | بولينا مونوفا فاليريا سافينيخ                            | أناستاسيا فاسيليفا غوزال أيينتدينوفا أناستازيا فرولوفا ألكسندرا غرينتششينا    |
| 25 يوليو | President's Cup أستانا، كازاخستان ملعب صلب $25،000 قرعة المباريات الفردية والزوجية                                                           | ناتيلا دزالاميدزه فيرونيكا كوديرميتوفا 6–2، 6–3                                       | بولينا مونوفا يانا سيزيكوفا                                                | بولينا مونوفا فاليريا سافينيخ                            | أناستاسيا فاسيليفا غوزال أيينتدينوفا أناستازيا فرولوفا ألكسندرا غرينتششينا    |
| 25 يوليو | مسيك، بلجيكا ملعب ترابي $10،000 قرعة المباريات الفردية والزوجية                                                                              | ديبورا كيرفس 6–2، 7–5                                                                 | ساندرا زانيوسكا                                                            | فاطمة النبهاني تيس سوغنيو                                | جيد سوفرجن إليسا فانلانجدونك بيبيان ويجرز لورا هاينريكس                       |
| 25 يوليو | مسيك، بلجيكا ملعب ترابي $10،000 قرعة المباريات الفردية والزوجية                                                                              | سالي بيرز إيلين بيريز 6–2، 6–2                                                        | ديبورا كيرفس كيارا شول                                                     | فاطمة النبهاني تيس سوغنيو                                | جيد سوفرجن إليسا فانلانجدونك بيبيان ويجرز لورا هاينريكس                       |
| 25 يوليو | شرم الشيخ، مصر ملعب صلب $10،000 قرعة المباريات الفردية والزوجية                                                                              | دروتي تاتاشار فينوجوبال 7–6(8–6)، 3–6، 6–3                                            | فيكتوريا مونتيان                                                           | ناتالي كالمنزروفا ميليس سيزر                             | ناتاشا بيلودو سريبدي ريدي كارين كينيل علا أبو ذكري                            |
| 25 يوليو | شرم الشيخ، مصر ملعب صلب $10،000 قرعة المباريات الفردية والزوجية                                                                              | إيليني كوردوليمي شويتا شاندرا رانا 4–6، 7–5، [10–5]                                   | علا أبو ذكري كاترينا سليسار                                                | ناتالي كالمنزروفا ميليس سيزر                             | ناتاشا بيلودو سريبدي ريدي كارين كينيل علا أبو ذكري                            |
| 25 يوليو | بارنو، إستونيا ملعب ترابي $10،000 قرعة المباريات الفردية والزوجية                                                                            | أنستاسيا زاريتسكا 6–4، 4–6، 6–3                                                       | جانا بوزنيهيرينكو                                                          | ايكاترينا كازيونوفا إميلي آربوثنوت                       | ماريانا ناتالي نورا نيدميرس الكسندرا فوستريكوڤا لورا جولبه                    |
| 25 يوليو | بارنو، إستونيا ملعب ترابي $10،000 قرعة المباريات الفردية والزوجية                                                                            | إميلي آربوثنوت أنستاسيا زاريتسكا 6–4، 7–5                                             | ايكاترينا كازيونوفا دنيزا مارسينكيفيتشا                                    | ايكاترينا كازيونوفا إميلي آربوثنوت                       | ماريانا ناتالي نورا نيدميرس الكسندرا فوستريكوڤا لورا جولبه                    |
| 25 يوليو | سافيتايباله، فنلندا ملعب ترابي $10،000 قرعة المباريات الفردية والزوجية نسخة محفوظة 2016-08-03 على موقع واي باك مشين.                         | جوليا واشاتسيك 6–4، 6–1                                                               | جورجيا بريشيا                                                              | أناستاسيا شيكالكينا بيا سومالينين                        | أنجلينا زورافليفا تشايين إويك كاثرينا هيرينج ناتاليا بيلوفا                   |
| 25 يوليو | سافيتايباله، فنلندا ملعب ترابي $10،000 قرعة المباريات الفردية والزوجية نسخة محفوظة 2016-08-03 على موقع واي باك مشين.                         | كسينيا بيكر جورجيا بريشيا 6–4، 4–6، [10–5]                                            | تشايين إويك روزالي فان دير هوك                                             | أناستاسيا شيكالكينا بيا سومالينين                        | أنجلينا زورافليفا تشايين إويك كاثرينا هيرينج ناتاليا بيلوفا                   |
| 25 يوليو | تارغو جيو، رومانيا ملعب ترابي $10،000 قرعة المباريات الفردية والزوجية                                                                        | جوليتا إستابلي 4–6، 6–0، 6–4                                                          | ألكساندرا بيربر                                                            | أندريا روسكا إيرينا فيتيكيو                              | تشيهيرو موراماتسو كريستينا إيني جاكلين كريستيان كوين جليسون                   |
| 25 يوليو | تارغو جيو، رومانيا ملعب ترابي $10،000 قرعة المباريات الفردية والزوجية                                                                        | ألكساندرا بيربر أناستازيا فدوفينكو 1–6، 6–2، [10–8]                                   | كوين جليسون ميليسا كوبينسكي                                                | أندريا روسكا إيرينا فيتيكيو                              | تشيهيرو موراماتسو كريستينا إيني جاكلين كريستيان كوين جليسون                   |
| 25 يوليو | باليتش أوبن باليتش، صربيا ملعب ترابي $10،000 قرعة المباريات الفردية والزوجية                                                                 | أغنيس بوكتا 6–4، 6–1، 4–6                                                             | سارة كاكاريفيك                                                             | باربارا كوتيليسوڤا ديا إفتيموفا                          | كريستينا شميدلوفا نينا بوتوتشنيك غابرييلا هوراشكوفا مارتينا أوكالوفا          |
| 25 يوليو | باليتش أوبن باليتش، صربيا ملعب ترابي $10،000 قرعة المباريات الفردية والزوجية                                                                 | باربارا بونيك ديا إفتيموفا 6–3، 6–3                                                   | بترا كرجسوفا نينا بوتوتشنيك                                                | باربارا كوتيليسوڤا ديا إفتيموفا                          | كريستينا شميدلوفا نينا بوتوتشنيك غابرييلا هوراشكوفا مارتينا أوكالوفا          |
| 25 يوليو | أوبن كاستيلا إي ليون إل إسبينار، إسبانيا ملعب صلب $10،000 قرعة المباريات الفردية والزوجية                                                    | جيسيكا بونشيه 6–4، 2–6                                                                | روثيو دي لا توري سانشيز                                                    | أربيلا فرنانديز رابنر جوليا جاتو مونتيكوني               | مارتا غونزاليس إنسيناس إيوانا لوريدانا روسكا سارة-ريبيكا سيكولك لورا سينسبوري |
| 25 يوليو | أوبن كاستيلا إي ليون إل إسبينار، إسبانيا ملعب صلب $10،000 قرعة المباريات الفردية والزوجية                                                    | شارلوت رومر سارة-ريبيكا سيكولك 6–2، 7–6(7–4)                                          | جيسيكا بونشيه إيوانا لوريدانا روسكا                                        | أربيلا فرنانديز رابنر جوليا جاتو مونتيكوني               | مارتا غونزاليس إنسيناس إيوانا لوريدانا روسكا سارة-ريبيكا سيكولك لورا سينسبوري |
| 25 يوليو | أوستن، الولايات المتحدة ملعب صلب $10،000 قرعة المباريات الفردية والزوجية                                                                     | مارسيلا زكرياس 7–5، 6–4                                                               | آشلي كراتزير                                                               | رونيت يوروفيسكي جوزي كولمان                              | جيسي غولدسميث كاثرين سيبوف فيليسيتي مالتبي أليكس غراهام                       |
| 25 يوليو | أوستن، الولايات المتحدة ملعب صلب $10،000 قرعة المباريات الفردية والزوجية                                                                     | لورين غييرمو كاثرين هاريسون 6–3، 6–3                                                  | ماديسون هاريسون ستيفاني ناوتا                                              | رونيت يوروفيسكي جوزي كولمان                              | جيسي غولدسميث كاثرين سيبوف فيليسيتي مالتبي أليكس غراهام                       |

### أغسطس
| الأسبوع  | البطولة | الفائزات                                                   | الوصيفات                                               | المتأهلات لنصف النهائي                | المتأهلات لربع النهائي                                                    |
| -------- | --- | ---------------------------------------------------------- | ------------------------------------------------------ | ------------------------------------- | ------------------------------------------------------------------------- |
| أغسطس 1  | Challenger Banque Nationale de Granby غرانبي، كندا ملعب صلب $50،000 Singles – Doubles                                  | جينيفر برايدي 7–5، 6–2                                     | أولجا جوفورتسوفا                                       | ميلاني أودين ألكسندرا فوزنياك         | باربورا شتيفكوفا فرانسواز أبندا غريت مينين أن صوفي ميستاتش                |
| أغسطس 1  | Challenger Banque Nationale de Granby غرانبي، كندا ملعب صلب $50،000 Singles – Doubles                                  | جيمي لوب أن صوفي ميستاتش 6–4، 6–4                          | جوليا غلوشكو أولجا جوفورتسوفا                          | ميلاني أودين ألكسندرا فوزنياك         | باربورا شتيفكوفا فرانسواز أبندا غريت مينين أن صوفي ميستاتش                |
| أغسطس 1  | بلزن، جمهورية التشيك ملعب ترابي $25،000 قرعة المباريات الفردية والزوجية                                                | ناتاليا فيكليانتسيفا 6–1، 6–3                              | آنا كالينسكايا                                         | ميكايلا باييرلوفا تيريزا سميتكوفا     | ناستازيا بورنيت فيسنا دولونك مارتينا دي جوزيبي باربورا كرجتشيكوفا         |
| أغسطس 1  | بلزن، جمهورية التشيك ملعب ترابي $25،000 قرعة المباريات الفردية والزوجية                                                | كاتارزينا كاوا كورنيليا ليستر 6–1، 7–6(8–6)                | إيما بورجيك بوكو جورجينا غارسيا بيريز                  | ميكايلا باييرلوفا تيريزا سميتكوفا     | ناستازيا بورنيت فيسنا دولونك مارتينا دي جوزيبي باربورا كرجتشيكوفا         |
| أغسطس 1  | باد زاولغاو، ألمانيا ملعب ترابي $25،000 قرعة المباريات الفردية والزوجية                                                | تمارا كورباتش 6–2، 6–3                                     | جاسمين باوليني                                         | دليلا ياكوبوفيتش جيسيكا بيري          | فيكتوريا كوزموفا فيكتوريا توموفا كريستينا دينو ميلاني ستوك                |
| أغسطس 1  | باد زاولغاو، ألمانيا ملعب ترابي $25،000 قرعة المباريات الفردية والزوجية                                                | إيرينا ماريا بارا ألكسندرا كوراشفيلي 7–5، 4–6، [10–4]      | نيكولا جوير آنا زيا                                    | دليلا ياكوبوفيتش جيسيكا بيري          | فيكتوريا كوزموفا فيكتوريا توموفا كريستينا دينو ميلاني ستوك                |
| أغسطس 1  | نونتابوري، تايلاند ملعب صلب $25،000 قرعة المباريات الفردية والزوجية                                                    | أكيكو أومي 7–6(8–6)، 6–4                                   | أولغا دوروشينا                                         | نوبون ليرتشيواكارن ستيفاني تان        | يانا سيزيكوفا بونياوي ثامشياوات شيهو أكيتا مارتا بايجينا                  |
| أغسطس 1  | نونتابوري، تايلاند ملعب صلب $25،000 قرعة المباريات الفردية والزوجية                                                    | أولغا دوروشينا يانا سيزيكوفا 4–6، 6–3، [11–9]              | ميابي إينو أكيكو أومي                                  | نوبون ليرتشيواكارن ستيفاني تان        | يانا سيزيكوفا بونياوي ثامشياوات شيهو أكيتا مارتا بايجينا                  |
| أغسطس 1  | فورت وورث، الولايات المتحدة ملعب صلب $25،000 قرعة المباريات الفردية والزوجية                                           | كيتلين ووريسكي 6–0، 6–4                                    | تارا مور                                               | شانيل فان نغوين مايو هيبي             | كايلا داي شانيل سيموندز جاكلين كاكو أوسوي مايتان أركونادا                 |
| أغسطس 1  | فورت وورث، الولايات المتحدة ملعب صلب $25،000 قرعة المباريات الفردية والزوجية                                           | هسو تشيه يو شانيل سيموندز 6–0، 6–4                         | جاكلين كاكو دانييل لاو                                 | شانيل فان نغوين مايو هيبي             | كايلا داي شانيل سيموندز جاكلين كاكو أوسوي مايتان أركونادا                 |
| أغسطس 1  | فيينا، النمسا ملعب ترابي $10،000 قرعة المباريات الفردية والزوجية                                                       | ميرا أنطونيتش 3–6، 7–6(7–2)، 7–6(7–2)                      | بترا كرجسوفا                                           | مارتينا تريفيسان مارليز سزوبر         | ليزا ماريا موزر كريستينا شميدلوفا شاو ييجيا سابينا ماشالوفا               |
| أغسطس 1  | فيينا، النمسا ملعب ترابي $10،000 قرعة المباريات الفردية والزوجية                                                       | فيفيان هيسن جانينا تولين 6–3، 6–2                          | بترا كرجسوفا آنا سلوفاكوفا                             | مارتينا تريفيسان مارليز سزوبر         | ليزا ماريا موزر كريستينا شميدلوفا شاو ييجيا سابينا ماشالوفا               |
| أغسطس 1  | ريبك، بلجيكا ملعب ترابي $10،000 قرعة المباريات الفردية والزوجية                                                        | هيلين شولسن 3–6، 6–1، 6–2                                  | إيلين بيريز                                            | كاثارينا هوبرجارسكي ليزا-ماري ماتشكي  | جولي جيرفيس جاد سوفريجن كارتجي ليبينز كيمبرلي زيمرمان                     |
| أغسطس 1  | ريبك، بلجيكا ملعب ترابي $10،000 قرعة المباريات الفردية والزوجية                                                        | إيميلي أربوثنوت كاثارينا هوبرجارسكي 6–1، 6–1               | جوستينا ججيولكا كيارا شول                              | كاثارينا هوبرجارسكي ليزا-ماري ماتشكي  | جولي جيرفيس جاد سوفريجن كارتجي ليبينز كيمبرلي زيمرمان                     |
| أغسطس 1  | فينكوفسي، كرواتيا ملعب ترابي $10،000 قرعة المباريات الفردية والزوجية                                                   | تيساه أندريانجافيتريمو 6–4، 6–1                            | إيفانيا مارتينيتش                                      | أنجيليك سفينوس بيانكا بيكفي           | ساندرا زانيوسكا سزابينا سزلافيكوفيكس تيجانا سباسويفيتش ليندا برينكوفيتش   |
| أغسطس 1  | فينكوفسي، كرواتيا ملعب ترابي $10،000 قرعة المباريات الفردية والزوجية                                                   | بيانكا بيكفي سزابينا سزلافيكوفيكس 6–4، 6–4                 | تيا فابر آنا سافيتش                                    | أنجيليك سفينوس بيانكا بيكفي           | ساندرا زانيوسكا سزابينا سزلافيكوفيكس تيجانا سباسويفيتش ليندا برينكوفيتش   |
| أغسطس 1  | شرم الشيخ، مصر ملعب صلب $10،000 قرعة المباريات الفردية والزوجية                                                        | كاترينا سليوسار 2–6، 6–2، 6–3                              | إيوانا بييترويو                                        | فيليس فانينبورغ ميرابيل نجوزي         | إليني كوردولاييمي ميليس سيزر آنا بريبيلوفا كسينيا لاسكوتوفا               |
| أغسطس 1  | شرم الشيخ، مصر ملعب صلب $10،000 قرعة المباريات الفردية والزوجية                                                        | جويرية نور الدين ثيفيا سلڤراجو 7–5، 4–6، [12–10]           | كسينيا لاسكوتوفا كاترينا سليوسار                       | فيليس فانينبورغ ميرابيل نجوزي         | إليني كوردولاييمي ميليس سيزر آنا بريبيلوفا كسينيا لاسكوتوفا               |
| أغسطس 1  | تارفيزيو، إيطاليا ملعب ترابي $10،000 قرعة المباريات الفردية والزوجية نسخة محفوظة 2016-08-03 على موقع واي باك مشين.     | مانكا بيسلاك 6–1، 6–0                                      | فيديريكا بيلاردو                                       | كاتيرينا فانكوفا ديبورا كييزا         | ناتالي بروس كيارا جريم فرانشيسكا سيلا إيميلي أبلتون                       |
| أغسطس 1  | تارفيزيو، إيطاليا ملعب ترابي $10،000 قرعة المباريات الفردية والزوجية نسخة محفوظة 2016-08-03 على موقع واي باك مشين.     | كيارا كواتروني لودميلا سامسونوفا 3–6، 6–4، [10–6]          | أنجيليكا موراتيلي آنا ريموندينا                        | كاتيرينا فانكوفا ديبورا كييزا         | ناتالي بروس كيارا جريم فرانشيسكا سيلا إيميلي أبلتون                       |
| أغسطس 1  | ترجو جيو، رومانيا ملعب ترابي $10،000 قرعة المباريات الفردية والزوجية                                                   | جاكلين كريستيان 7–5، 6–3                                   | أناستازيا فدوفينكو                                     | مارتينا سبيجاريلي ديسبينا باباميتشايل | فاندا لوكاش فيرونيكا ميروشنيتشينكو ميريام بولجاريو أوانا جورجيتا سيميون   |
| أغسطس 1  | ترجو جيو، رومانيا ملعب ترابي $10،000 قرعة المباريات الفردية والزوجية                                                   | جاكلين كريستيان ديسبينا باباميتشايل 6–7(5–7)، 6–0، [10–5]  | جولييتا إستابل دانييلا فرفان                           | مارتينا سبيجاريلي ديسبينا باباميتشايل | فاندا لوكاش فيرونيكا ميروشنيتشينكو ميريام بولجاريو أوانا جورجيتا سيميون   |
| أغسطس 1  | بلد الوليد، إسبانيا ملعب صلب $10،000 قرعة المباريات الفردية والزوجية                                                   | إيفا غيريرو ألفاريز 4–6، 6–4، 6–4                          | جوليا جاتو مونتيكوني                                   | إينيس مورتا آنا توراتي                | شارلوت رويمر يوريكو ميازاكي بيانكا توراتي إيزابيل والاس                   |
| أغسطس 1  | بلد الوليد، إسبانيا ملعب صلب $10،000 قرعة المباريات الفردية والزوجية                                                   | أنجيلا فيتا بولودا إيزابيل والاس 6–1، 6–1                  | أرابيلا فرنانديز رابنر آنا رومان دومينغيز              | إينيس مورتا آنا توراتي                | شارلوت رويمر يوريكو ميازاكي بيانكا توراتي إيزابيل والاس                   |
| 8 أغسطس  | كوكسيده، بلجيكا ملعب ترابي $25،000 قرعة المباريات الفردية والزوجية                                                     | ريتشل هوجينكامب 6–3، 4–6، 6–3                              | أوسيان دودان                                           | كويرين ليموين كيمبرلي زيمرمان         | كارين بريتزا أنكيتا راينا دلما جالفي أرانتشا روس                          |
| 8 أغسطس  | كوكسيده، بلجيكا ملعب ترابي $25،000 قرعة المباريات الفردية والزوجية                                                     | ستيفي ديستلمانس ديمي شورس 6–1، 6–4                         | باشاك إرايدن كرمن إيلونا                               | كويرين ليموين كيمبرلي زيمرمان         | كارين بريتزا أنكيتا راينا دلما جالفي أرانتشا روس                          |
| 8 أغسطس  | تشالنجر بانك ناسيونال دي غاتينو غاتينو (كيبك)، كندا ملعب صلب $25،000 قرعة الفردي - الزوجي                              | بيانكا أندريسكو 6–2، 7–5                                   | إيلي هالباور                                           | ليزيت كابريرا كريستيانا فيراندو       | أوليفيا روجوفسكا جاكلين كاكو لورين ألبانيز باربورا ستيفكوفا               |
| 8 أغسطس  | تشالنجر بانك ناسيونال دي غاتينو غاتينو (كيبك)، كندا ملعب صلب $25،000 قرعة الفردي - الزوجي                              | بيانكا أندريسكو شارلوت روبيلارد ميلت]] 4–6، 6–4، [10–6]    | مانا أيوكاوا سامانثا موري                              | ليزيت كابريرا كريستيانا فيراندو       | أوليفيا روجوفسكا جاكلين كاكو لورين ألبانيز باربورا ستيفكوفا               |
| 8 أغسطس  | نايمان، الصين ملعب صلب (indoor) $25،000 قرعة المباريات الفردية والزوجية                                                | هان زينيون 6–4، 6–3                                        | ليو فانجزو                                             | كاميلا كيريمباييفا تيان ران           | تشانغ يينغ بينجتارن بليبويتش يوكي تاناكا شون فانغيينغ                     |
| 8 أغسطس  | نايمان، الصين ملعب صلب (indoor) $25،000 قرعة المباريات الفردية والزوجية                                                | تانغ هوتشين تشانغ يوكين 7–6(7–0)، 4–6، [10–4]              | سون شو ليو شون فانغيينغ                                | كاميلا كيريمباييفا تيان ران           | تشانغ يينغ بينجتارن بليبويتش يوكي تاناكا شون فانغيينغ                     |
| 8 أغسطس  | هشينغن، ألمانيا ملعب ترابي $25،000 قرعة المباريات الفردية والزوجية                                                     | دليلا ياكوبوفيتش 6–3، 4–6، 7–6(7–5)                        | سيندي برغر                                             | إيزابيلا شنيكوفا كاميلا روزاتيلو      | باتي شنايدر كريستينا دينو تيريزا مارتينكوفا جاسمين باوليني                |
| 8 أغسطس  | هشينغن، ألمانيا ملعب ترابي $25،000 قرعة المباريات الفردية والزوجية                                                     | نيكولا جوير آنا زيا 6–3، 6–1                               | فيفيان هايسن بيا كونينغ                                | إيزابيلا شنيكوفا كاميلا روزاتيلو      | باتي شنايدر كريستينا دينو تيريزا مارتينكوفا جاسمين باوليني                |
| 8 أغسطس  | لانديزفيل، الولايات المتحدة ملعب صلب $25،000 قرعة المباريات الفردية والزوجية                                           | لورا روبسون 6–0، 6–0                                       | جوليا إلبابا                                           | ريبيكا سرامكوفا إيكاترينا ألكسندروفا  | أن صوفي ميستاتش سوزان سيليك ريناتا زارازوا وانغ يافان                     |
| 8 أغسطس  | لانديزفيل، الولايات المتحدة ملعب صلب $25،000 قرعة المباريات الفردية والزوجية                                           | فريا كريستي لورا روبسون 6–3، 6–4                           | اليسي ميرتنز أن صوفي ميستاتش                           | ريبيكا سرامكوفا إيكاترينا ألكسندروفا  | أن صوفي ميستاتش سوزان سيليك ريناتا زارازوا وانغ يافان                     |
| 8 أغسطس  | شرم الشيخ، مصر ملعب صلب $10،000 قرعة المباريات الفردية والزوجية                                                        | إيوانا بيتروي 6–2، 6–4                                     | أنجليكا إيسايفا                                        | ماريام بولكفادزه ميتسومي كاواساكي     | ساندرا سمير آنا فيسيلينوفيتش ثيفيا سيلفراجو زوزانا زلوخوفا                |
| 8 أغسطس  | شرم الشيخ، مصر ملعب صلب $10،000 قرعة المباريات الفردية والزوجية                                                        | شارمادا بالو آنا فيسيلينوفيتش 4–6، 7–6(7–2)، [10–8]        | ماريام بولكفادزه آنا بيانكا ميهايلا                    | ماريام بولكفادزه ميتسومي كاواساكي     | ساندرا سمير آنا فيسيلينوفيتش ثيفيا سيلفراجو زوزانا زلوخوفا                |
| 8 أغسطس  | أبريليا، إيطاليا ملعب ترابي $10،000 قرعة المباريات الفردية والزوجية                                                    | ماريا مارفوتينا 6–4، 6–0                                   | تاتيانا بييري                                          | فيديريكا بيلاردو ليزا سابينو          | بولين باييت أنجيليكا موراتيلي آنا ريموندينا بيانكا توراتي                 |
| 8 أغسطس  | أبريليا، إيطاليا ملعب ترابي $10،000 قرعة المباريات الفردية والزوجية                                                    | غيورغيا ماركيتي أنجيليكا موراتيلي 6–1، 6–3                 | ديبورا كيزا إميلي فرانكاتي                             | فيديريكا بيلاردو ليزا سابينو          | بولين باييت أنجيليكا موراتيلي آنا ريموندينا بيانكا توراتي                 |
| 8 أغسطس  | أراد، رومانيا ملعب ترابي $10،000 قرعة المباريات الفردية والزوجية                                                       | شانتال شكاملوفا 6–2، 3–6، 6–4                              | لورا-إيوانا أندري                                      | أنيس بوكتا لوكا ناجيميهالي            | إلينا-تيودورا كادار فاندا لوكاش جولييتا إيستابل فيديريكا أرسيديكونو       |
| 8 أغسطس  | أراد، رومانيا ملعب ترابي $10،000 قرعة المباريات الفردية والزوجية                                                       | أيلا أكسو شانتال شكاملوفا 6–4، 6–2                         | ياسمين جولمان كاميليا هريستيا                          | أنيس بوكتا لوكا ناجيميهالي            | إلينا-تيودورا كادار فاندا لوكاش جولييتا إيستابل فيديريكا أرسيديكونو       |
| 8 أغسطس  | موسكو، روسيا ملعب ترابي $10،000 قرعة المباريات الفردية والزوجية                                                        | فيكتوريا كامنسكايا 6–3، 6–2                                | ألينا تاراسوفا                                         | يلينا ريباكينا أولغا دوروشينا         | فلادا كوفال أولغا بوتشكوفا فلادا إكشيباروفا أناستاسيا خاريتونوفا          |
| 8 أغسطس  | موسكو، روسيا ملعب ترابي $10،000 قرعة المباريات الفردية والزوجية                                                        | أمينة أنشبا أنجلينا جابويفا 6–4، 6–4                       | آني أميراغيان داريا لوديكوفا                           | يلينا ريباكينا أولغا دوروشينا         | فلادا كوفال أولغا بوتشكوفا فلادا إكشيباروفا أناستاسيا خاريتونوفا          |
| 8 أغسطس  | لاس بالماس دي غران كناريا، إسبانيا ملعب ترابي $10،000 قرعة المباريات الفردية والزوجية                                  | سامانثا هاريس 6–7(4–7)، 6–4، 7–6(9–7)                      | فاطمة النبهاني                                         | شارلوت رومر تشايان إويك               | مارتا غارسيا غاوسي ماريا جواو كوهلر إميلي أربوثنوت هيلين سكولسن           |
| 8 أغسطس  | لاس بالماس دي غران كناريا، إسبانيا ملعب ترابي $10،000 قرعة المباريات الفردية والزوجية                                  | يفون كافالي رييمرز شارلوت رومر 6–4، 6–4                    | أرابيلا فيرنانديز رابنير ألمودينا سانز لانزا فيرنانديز | شارلوت رومر تشايان إويك               | مارتا غارسيا غاوسي ماريا جواو كوهلر إميلي أربوثنوت هيلين سكولسن           |
| 15 أغسطس | وستنه، بلجيكا ملعب صلب $25٬000 قرعة المباريات الفردية والزوجية                                                         | آنا بلينكوفا 7–5، 6–2                                      | فالنتيني جراماتيكوبولو                                 | دينيز خزانيك ماجدالينا فريتش          | كاتارزينا كاوا آنا فرلجيتش أنكيتا رينا كاتارينا زافاتسكا                  |
| 15 أغسطس | وستنه، بلجيكا ملعب صلب $25٬000 قرعة المباريات الفردية والزوجية                                                         | إيلين بويكينز فالنتيني جراماتيكوبولو 6–2، 6–3              | كويرين ليموين إيفا واكانو                              | دينيز خزانيك ماجدالينا فريتش          | كاتارزينا كاوا آنا فرلجيتش أنكيتا رينا كاتارينا زافاتسكا                  |
| 15 أغسطس | لايبزيغ، ألمانيا ملعب ترابي $25٬000 قرعة المباريات الفردية والزوجية                                                    | أوليسيا بيرفوشينا 7–6(7–4)، 3–6، 7–5                       | جوليا جربر                                             | أرانتشا روس أولجا يانتشوك             | إيرينا ماريا بارا باتي شنايدر فيونا فيرو نينا أليباليتش                   |
| 15 أغسطس | لايبزيغ، ألمانيا ملعب ترابي $25٬000 قرعة المباريات الفردية والزوجية                                                    | نيكولا جوير آنا كلاسن 7–6(7–4)، 7–5                        | ميكايلا أونتشوفا أولجا يانتشوك                         | أرانتشا روس أولجا يانتشوك             | إيرينا ماريا بارا باتي شنايدر فيونا فيرو نينا أليباليتش                   |
| 15 أغسطس | غراتس، النمسا ملعب ترابي $10٬000 قرعة المباريات الفردية والزوجية                                                       | كاترينا فانكوفا 6–1، 6–2                                   | نيكول روتمان                                           | فيفيان وولف مانكا بيسلاك              | ميلاني ستوك فيرونيكا فلكوفسكا ميرا أنتونيتش ليزا ماريا موزر               |
| 15 أغسطس | غراتس، النمسا ملعب ترابي $10٬000 قرعة المباريات الفردية والزوجية                                                       | سابينا ماشالوفا فيرونيكا فلكوفسكا 6–3، 7–5                 | ألينا فايس فيفيان وولف                                 | فيفيان وولف مانكا بيسلاك              | ميلاني ستوك فيرونيكا فلكوفسكا ميرا أنتونيتش ليزا ماريا موزر               |
| 15 أغسطس | ميديلين، كولومبيا ملعب ترابي $10،000 قرعة المباريات الفردية والزوجية                                                   | هارموني تان 6–2، 7–5                                       | فرناندا بريتو                                          | كارلا لوسيرو إميلي آبلتون             | إميليانا أرانجو ماريا فرنندا هيرازو كاميلا جيانجريكو كامبيز يولينا مونروي |
| 15 أغسطس | ميديلين، كولومبيا ملعب ترابي $10،000 قرعة المباريات الفردية والزوجية                                                   | فرناندا بريتو كاميلا جيانجريكو كامبيز 6–4، 6–2             | ماريا فرنندا هيرازو كارلا لوسيرو                       | كارلا لوسيرو إميلي آبلتون             | إميليانا أرانجو ماريا فرنندا هيرازو كاميلا جيانجريكو كامبيز يولينا مونروي |
| 15 أغسطس | شرم الشيخ، مصر ملعب صلب $10،000 قرعة المباريات الفردية والزوجية                                                        | بيرفو جينجيز 6–2، 6–4                                      | أنيت مونوزوفا                                          | إيوانا بيترويو مريم بولكفادزي         | كلوتيلد دي برناردي فيرينا جانتشنيج ديسبينا باباميتشايل آنا فيسيلينوفيتش   |
| 15 أغسطس | شرم الشيخ، مصر ملعب صلب $10،000 قرعة المباريات الفردية والزوجية                                                        | ديسبينا باباميتشايل آنا فيسيلينوفيتش 7–6(7–4)، 1–6، [10–5] | بيرفو جينجيز ذرثي تاتشار فينوجوبال                     | إيوانا بيترويو مريم بولكفادزي         | كلوتيلد دي برناردي فيرينا جانتشنيج ديسبينا باباميتشايل آنا فيسيلينوفيتش   |
| 15 أغسطس | سيزي، إيطاليا ملعب ترابي $10،000 قرعة المباريات الفردية والزوجية                                                       | ماريا مارفوتينا 6–4، 6–0                                   | بيانكا توراتي                                          | لو بروليو بياتريس لومباردو            | لوسيا برونزيتي جوليا وخابشيك فيديريكا دي سارا إميلي فرانكاتي              |
| 15 أغسطس | سيزي، إيطاليا ملعب ترابي $10،000 قرعة المباريات الفردية والزوجية                                                       | إستيل كاسينو كيرا شروف 6–2، 6–2                            | بياتريس لومباردو كارلا تولي                            | لو بروليو بياتريس لومباردو            | لوسيا برونزيتي جوليا وخابشيك فيديريكا دي سارا إميلي فرانكاتي              |
| 15 أغسطس | أولدنزال، هولندا ملعب ترابي $10،000 قرعة المباريات الفردية والزوجية                                                    | جورجيا بريشيا 6–2، 3–6، 6–4                                | كيارا شول                                              | كيارا غريم نينا كرويجير               | ليزا ليبدزيفا إليسا فانلانجيندونك ديبورا كيرفس هانا لاندنر                |
| 15 أغسطس | أولدنزال، هولندا ملعب ترابي $10،000 قرعة المباريات الفردية والزوجية                                                    | ديبورا كيرفس كيارا شول 6–3، 6–4                            | ليزا-ماري ماتشكه ألانا بارنابي                         | كيارا غريم نينا كرويجير               | ليزا ليبدزيفا إليسا فانلانجيندونك ديبورا كيرفس هانا لاندنر                |
| 15 أغسطس | غالاتس، رومانيا ملعب ترابي $10،000 قرعة المباريات الفردية والزوجية                                                     | جوليا جاتو مونتيكوني 6–3، 6–4                              | وانا جورجيتا سيميون                                    | أناستازيا فدوفينكو جولييتا إستابل     | يوآنا إيفان إيرينا فيتيكاو كريستينا إيني كريستينا أداميسكو                |
| 15 أغسطس | غالاتس، رومانيا ملعب ترابي $10،000 قرعة المباريات الفردية والزوجية                                                     | وانا جورجيتا سيميون غابرييلا طالبا 5–7، 6–4، [10–3]        | كارولا بيجينارو جورجيا كراتشون                         | أناستازيا فدوفينكو جولييتا إستابل     | يوآنا إيفان إيرينا فيتيكاو كريستينا إيني كريستينا أداميسكو                |
| 15 أغسطس | موسكو، روسيا ملعب ترابي $10،000 قرعة المباريات الفردية والزوجية                                                        | أناستاسيا كوماردينا 6–4، 6–2                               | فيكتوريا كامينسكايا                                    | يلينا ريباكينا أمينة أنشبا            | داريا كروزكوفا أنجلينا زورافليفا يانا سيزيكوفا بولينا مونوفا              |
| 15 أغسطس | موسكو، روسيا ملعب ترابي $10،000 قرعة المباريات الفردية والزوجية                                                        | أناستاسيا فرولوفا مارغاريتا لازاريفا 6–2، 6–0              | بولينا نوفوسيلوفا ألكسندرا بوسبيلوفا                   | يلينا ريباكينا أمينة أنشبا            | داريا كروزكوفا أنجلينا زورافليفا يانا سيزيكوفا بولينا مونوفا              |
| 15 أغسطس | سلوفنسكا لوبتشا، سلوفاكيا ملعب ترابي $10،000 قرعة المباريات الفردية والزوجية                                           | لينكا جريكوفا 6–1، 6–2                                     | تيريزا بروتشازكوفا                                     | سيمونا باراجوفا بترا كرجسوفا          | غابرييلا بانتوتشوفا فيكتوريا كوليك ديا إفتيموفا ماغدالينا بانتوتشوفا      |
| 15 أغسطس | سلوفنسكا لوبتشا، سلوفاكيا ملعب ترابي $10،000 قرعة المباريات الفردية والزوجية                                           | بترا كرجسوفا شانتال شكاملوفا 6–2، 6–1                      | باربارا كوتيليسوفا فيكتوريا كوزموفا                    | سيمونا باراجوفا بترا كرجسوفا          | غابرييلا بانتوتشوفا فيكتوريا كوليك ديا إفتيموفا ماغدالينا بانتوتشوفا      |
| 15 أغسطس | لاس بالماس، إسبانيا ملعب ترابي 10٬000 دولار قرعة المباريات الفردية والزوجية                                            | أندريا غاميز 6–1، 6–1                                      | إميلي أربوثنوت                                         | مارين بارتو إيفون كافالي ريميرس       | فاطمة النبهاني سامانثا هاريس نوهيليا بوزو زانوتي هلين شولتسن              |
| 15 أغسطس | لاس بالماس، إسبانيا ملعب ترابي 10٬000 دولار قرعة المباريات الفردية والزوجية                                            | جاكلين كاباج أود مارين بارتو 1–6، 7–5، [10–8]              | إيفون كافالي ريميرس شارلوت رومر                        | مارين بارتو إيفون كافالي ريميرس       | فاطمة النبهاني سامانثا هاريس نوهيليا بوزو زانوتي هلين شولتسن              |
| 15 أغسطس | خاركيف، أوكرانيا ملعب ترابي 10٬000 دولار قرعة المباريات الفردية والزوجية                                               | كرمن إيلونا 6–1، 7–5                                       | أناستاسيا فيدوريشين                                    | أليونا سوتنيكوفا أناستاسيا شوشينا     | لوسين أفانيسيان غانا بوزنيخيرينكو مارينا تشيرنيشوفا كاميلا كيريمبايفا     |
| 15 أغسطس | خاركيف، أوكرانيا ملعب ترابي 10٬000 دولار قرعة المباريات الفردية والزوجية                                               | فيرونيكا كابشاي أناستاسيا شوشينا 4–6، 6–4، [11–9]          | كرمن إيلونا غانا بوزنيخيرينكو                          | أليونا سوتنيكوفا أناستاسيا شوشينا     | لوسين أفانيسيان غانا بوزنيخيرينكو مارينا تشيرنيشوفا كاميلا كيريمبايفا     |
| 22 أغسطس | بوكfürdő، المجر ملعب ترابي $25٬000 قرعة المباريات الفردية والزوجية نسخة محفوظة 2016-08-25 على موقع واي باك مشين.       | جورجينا غارسيا بيريز 6–3، 6–0                              | Gabriela Pantůčková                                    | ريكا لوكا جاني دلما جالفي             | Olga Ianchuk فيونا فيرو ميكايلا أونتشوفا تيريزا مارتينكوفا                |
| 22 أغسطس | بوكfürdő، المجر ملعب ترابي $25٬000 قرعة المباريات الفردية والزوجية نسخة محفوظة 2016-08-25 على موقع واي باك مشين.       | جورجينا غارسيا بيريز فاني ستولار 6–3، 7–6(7–4)             | دلما جالفي ريكا لوكا جاني                              | ريكا لوكا جاني دلما جالفي             | Olga Ianchuk فيونا فيرو ميكايلا أونتشوفا تيريزا مارتينكوفا                |
| 22 أغسطس | بانياتيكا، إيطاليا ملعب ترابي $25٬000 قرعة المباريات الفردية والزوجية                                                  | مارتينا تريفيسان 6–1، 5–7، 7–5                             | كاتارزينا بيتر                                         | كلوديا جيوفين Olga Sáez Larra         | آنا بلينكوفا ألبرتا بريانتي Julia Grabher كوني بيرين                      |
| 22 أغسطس | بانياتيكا، إيطاليا ملعب ترابي $25٬000 قرعة المباريات الفردية والزوجية                                                  | أليس ماتيوكسي Camilla Rosatello 6–4، 5–7، [10–5]           | كوني بيرين Yana Sizikova                               | كلوديا جيوفين Olga Sáez Larra         | آنا بلينكوفا ألبرتا بريانتي Julia Grabher كوني بيرين                      |
| 22 أغسطس | تسوكوبا، اليابان ملعب صلب $25٬000 قرعة المباريات الفردية والزوجية                                                      | بينجتارن بليبويتش 6–4، 6–0                                 | غريت مينين                                             | جونري ناميجاتا هسو تشيه يو            | Riko Sawayanagi Akiko Omae إريكا سما Miyabi Inoue                         |
| 22 أغسطس | تسوكوبا، اليابان ملعب صلب $25٬000 قرعة المباريات الفردية والزوجية                                                      | لو جياجينغ Akiko Omae 6–3، 4–6، [10–6]                     | Shiho Akita ميكي ميامرا                                | جونري ناميجاتا هسو تشيه يو            | Riko Sawayanagi Akiko Omae إريكا سما Miyabi Inoue                         |
| 22 أغسطس | خاركيف، أوكرانيا ملعب ترابي $25٬000 قرعة المباريات الفردية والزوجية                                                    | آنا كالينسكايا 6–4، 1–6، 6–1                               | فالنتيني جراماتيكوبولو                                 | فيكتوريا كامنسكايا جانا بوزنيخيرينكو  | باشاك إرايدن فالنتينا إيفاخنينكو بولينا مونوفا أناستاسيا كوماردينا        |
| 22 أغسطس | خاركيف، أوكرانيا ملعب ترابي $25٬000 قرعة المباريات الفردية والزوجية                                                    | فالنتينا إيفاخنينكو أناستاسيا كوماردينا 6–1، 6–3           | باشاك إرايدن كرمن إيلونا                               | فيكتوريا كامنسكايا جانا بوزنيخيرينكو  | باشاك إرايدن فالنتينا إيفاخنينكو بولينا مونوفا أناستاسيا كوماردينا        |
| 22 أغسطس | بيرتشاخ، النمسا ملعب ترابي $10،000 قرعة المباريات الفردية والزوجية                                                     | لينكا جريكوفا 6–1، 6–2                                     | ميريام كولودجييوفا                                     | مانسا بيسلاك غوزال أينيتدينوفا        | ليفيا كراوس كارولين إيلوفسكا شاو ييجيا مارليس زوبر                        |
| 22 أغسطس | بيرتشاخ، النمسا ملعب ترابي $10،000 قرعة المباريات الفردية والزوجية                                                     | ناتاشا بريدل كارولين إيلوفسكا 3–6، 7–6(7–3)، [10–6]        | أليس بالدوتشي مارسيلا كوككا                            | مانسا بيسلاك غوزال أينيتدينوفا        | ليفيا كراوس كارولين إيلوفسكا شاو ييجيا مارليس زوبر                        |
| 22 أغسطس | وانفرسي-باوليت، بلجيكا ملعب ترابي $10،000 قرعة المباريات الفردية والزوجية                                              | كيمبرلي زيمرمان 6–2، 6–2                                   | هيلين شولسين                                           | مانو أركانجيولي كلارتي ليبنس          | يانا مورديرجر كارلا تولي مارتا غارسيا غاوسي مارغو بوفي                    |
| 22 أغسطس | وانفرسي-باوليت، بلجيكا ملعب ترابي $10،000 قرعة المباريات الفردية والزوجية                                              | مانو أركانجيولي ماغالي كيمبين 6–2، 6–0                     | أناستاسيا سميرنوفا فيكتوريا سميرنوفا                   | مانو أركانجيولي كلارتي ليبنس          | يانا مورديرجر كارلا تولي مارتا غارسيا غاوسي مارغو بوفي                    |
| 22 أغسطس | كالي (مدينة)، كولومبيا ملعب ترابي $10،000 قرعة المباريات الفردية والزوجية                                              | صوفيا زهوك 6–2، 6–4                                        | هارموني تان                                            | إميليانا أرانجو فرناندا بريتو         | ستيفاني نمسوفا نويليا زيبالوس دومينيك شافير كاميلا جيانجريكو كامبيز       |
| 22 أغسطس | كالي (مدينة)، كولومبيا ملعب ترابي $10،000 قرعة المباريات الفردية والزوجية                                              | فرناندا بريتو كاميلا جيانجريكو كامبيز 6–1، 6–4             | إميلي أبلتون نعومي توتكا                               | إميليانا أرانجو فرناندا بريتو         | ستيفاني نمسوفا نويليا زيبالوس دومينيك شافير كاميلا جيانجريكو كامبيز       |
| 22 أغسطس | تشاكوفيتش، كرواتيا ملعب ترابي 10٬000 دولار قرعة المباريات الفردية والزوجية                                             | ماغدالينا بانتيشكوفا 6–2، 7–6(7–4)                         | غابرييلا هوراشكوفا                                     | مونيكا كيلناروفا ديانا شوموفا         | باربورا ميكلوفا آني فانجيلوفا ساندرا جامريخوفا باربرا كوتيليسوفا          |
| 22 أغسطس | تشاكوفيتش، كرواتيا ملعب ترابي 10٬000 دولار قرعة المباريات الفردية والزوجية                                             | سارا بالتشيش نينا بوتوتشنيك 6–4، 6–3                       | بويانا مارينكوفيتش آني فانجيلوفا                       | مونيكا كيلناروفا ديانا شوموفا         | باربورا ميكلوفا آني فانجيلوفا ساندرا جامريخوفا باربرا كوتيليسوفا          |
| 22 أغسطس | شرم الشيخ، مصر ملعب صلب 10٬000 دولار قرعة المباريات الفردية والزوجية                                                   | تيريزا ميهاليكوفا 2–6، 6–3، 6–4                            | آنا فيسيلينوفيتش                                       | دروثي تاتشار فينوغوبال فاليريا بونو   | ميرابيل نجوذي ديسبينا باباميتشايل ريشيكا سانكارا فيونا كودينو             |
| 22 أغسطس | شرم الشيخ، مصر ملعب صلب 10٬000 دولار قرعة المباريات الفردية والزوجية                                                   | شارمادا بالو دروثي تاتشار فينوغوبال 6–3، 6–3               | إينيس مورتا ميرابيل نجوذي                              | دروثي تاتشار فينوغوبال فاليريا بونو   | ميرابيل نجوذي ديسبينا باباميتشايل ريشيكا سانكارا فيونا كودينو             |
| 22 أغسطس | نورنبرغ، ألمانيا ملعب ترابي 10٬000 دولار قرعة المباريات الفردية والزوجية                                               | كاثارينا هوبغارسكي 2–6، 6–0، 6–2                           | جيد سوفريجن                                            | أنستاسيا ديتيك لينا-ماري هوفمان       | بترا كرجسوفا سينا هاس كيارا جريم كاتارينا كيرلاخ                          |
| 22 أغسطس | نورنبرغ، ألمانيا ملعب ترابي 10٬000 دولار قرعة المباريات الفردية والزوجية                                               | داشا إيفانوفا بترا كرجسوفا 5–7، 6–1، [10–8]                | كاثارينا هوبغارسكي أنيتا هوساريتش                      | أنستاسيا ديتيك لينا-ماري هوفمان       | بترا كرجسوفا سينا هاس كيارا جريم كاتارينا كيرلاخ                          |
| 22 أغسطس | روتردام، هولندا ملعب ترابي 10٬000 دولار قرعة المباريات الفردية والزوجية                                                | كيارا شول 7–6(7–4)، 5–7، 7–6(10–8)                         | كارين بريتزا                                           | إلين بويوكنز كلوي باكيوت              | أندريا كا لورا هينريشس كاتارينا هيرينغ نينا كرويجر                        |
| 22 أغسطس | روتردام، هولندا ملعب ترابي 10٬000 دولار قرعة المباريات الفردية والزوجية                                                | كارين بريتزا كيارا شول 6–2، 6–3                            | روزالي فان دير هوك سفيتلانا بيرازينكا                  | إلين بويوكنز كلوي باكيوت              | أندريا كا لورا هينريشس كاتارينا هيرينغ نينا كرويجر                        |
| 22 أغسطس | بوخارست، رومانيا ملعب ترابي $10،000 قرعة المباريات الفردية والزوجية                                                    | أناستازيا فدوفينكو 6–4، 7–5                                | كريستينا إني                                           | أندريا روشا سابرينا سانتاماريا        | إيرينا فيتيكاو ميريام بلغارو جوليا ستاماتوفا إيلينا بوغدان                |
| 22 أغسطس | بوخارست، رومانيا ملعب ترابي $10،000 قرعة المباريات الفردية والزوجية                                                    | أندريا روشا غابرييلا تاتاروش 6–7(9–11)، 6–2، [10–7]        | إيلينا بوغدان كاميليا خريستيا                          | أندريا روشا سابرينا سانتاماريا        | إيرينا فيتيكاو ميريام بلغارو جوليا ستاماتوفا إيلينا بوغدان                |
| 22 أغسطس | كاسلانو، سويسرا ملعب ترابي $10،000 قرعة المباريات الفردية والزوجية                                                     | جورجيا بريسيا 6–4، 3–1، انسحاب                             | كريستيانا فيراندو                                      | إيميلي أربوثنوت تيس سوغنو             | نينا ستادلر إليونورا مولينارو يلينا إن-ألبون كارين كينيل                  |
| 22 أغسطس | كاسلانو، سويسرا ملعب ترابي $10،000 قرعة المباريات الفردية والزوجية                                                     | جيادا كليريتشي غيورغيا ماركيتي 7–5، 6–1                    | نايمة كاراموكو سارة أوتومانو                           | إيميلي أربوثنوت تيس سوغنو             | نينا ستادلر إليونورا مولينارو يلينا إن-ألبون كارين كينيل                  |
| 29 أغسطس | غوييانغ، الصين ملعب صلب (indoor) 25٬000 $ قرعة المباريات الفردية والزوجية                                              | سابينا شاريبوفا 6–7(1–7)، 7–6(7–0)، 6–4                    | قوه هانيو                                              | نيجينا أبدوريموفا ليو تشانغ           | أناستاسيا جاسانوفا ويي زانلان قوه شانشان قاوجو شينيو                      |
| 29 أغسطس | غوييانغ، الصين ملعب صلب (indoor) 25٬000 $ قرعة المباريات الفردية والزوجية                                              | جوسلين ري آنا سميث 6–4، 3–6، [10–5]                        | ويي زانلان جاو كييانكييان                              | نيجينا أبدوريموفا ليو تشانغ           | أناستاسيا جاسانوفا ويي زانلان قوه شانشان قاوجو شينيو                      |
| 29 أغسطس | نوتو، اليابان Carpet 25٬000 $ قرعة المباريات الفردية والزوجية                                                          | شيهو أكيتا 6–4، 6–4                                        | أيانو شيميزو                                           | جونري ناميجاتا موموكو كوبوري          | لي يا-هسوان غريت مينين كاناي هيسامي ريكو ساوياناجي                        |
| 29 أغسطس | نوتو، اليابان Carpet 25٬000 $ قرعة المباريات الفردية والزوجية                                                          | ريكا فوجيوارا أيكا أوكونو 6–4، 1–6، [10–6]                 | أكاري إينوي ميكي ميامرا                                | جونري ناميجاتا موموكو كوبوري          | لي يا-هسوان غريت مينين كاناي هيسامي ريكو ساوياناجي                        |
| 29 أغسطس | ألماتي، كازاخستان ملعب ترابي 25٬000 $ قرعة المباريات الفردية والزوجية                                                  | فيكتوريا كامينسكايا 1–6، 6–3، 6–2                          | آنا بلينكوفا                                           | فيرونيكا كوديرميتوفا باشاك إرايدن     | آنا كالينسكايا فالنتينا إيفاخنينكو أناستاسيا كوماردينا كوني بيرين         |
| 29 أغسطس | ألماتي، كازاخستان ملعب ترابي 25٬000 $ قرعة المباريات الفردية والزوجية                                                  | فالنتينا إيفاخنينكو أناستاسيا كوماردينا 7–5، 6–4           | بولينا مونوفا فاليريا سافينيخ                          | فيرونيكا كوديرميتوفا باشاك إرايدن     | آنا كالينسكايا فالنتينا إيفاخنينكو أناستاسيا كوماردينا كوني بيرين         |
| 29 أغسطس | مامايا، رومانيا ملعب ترابي $25،000 قرعة المباريات الفردية والزوجية                                                     | جيسيكا بييري 6–3، 6–4                                      | جاسمين باوليني                                         | أولغا يانشوك كريستينا دينو            | أناستازيا فدوفينكو ألريكك إيكري فيونا فيرو نيکوليتا داسکالو               |
| 29 أغسطس | مامايا، رومانيا ملعب ترابي $25،000 قرعة المباريات الفردية والزوجية                                                     | فيفيان يوهانسوفا كاترينا كرامبيروفا 7–6(7–3)، 2–6، [10–7]  | إيرينا ماريا بارا ميهايلا بوزارنيسكو                   | أولغا يانشوك كريستينا دينو            | أناستازيا فدوفينكو ألريكك إيكري فيونا فيرو نيکوليتا داسکالو               |
| 29 أغسطس | برشلونة، إسبانيا ملعب ترابي $25،000 قرعة المباريات الفردية والزوجية                                                    | أوسيان دودان 6–3، 6–4                                      | إيوانا لوريدانا روسكا                                  | ميلاني ستوك لورا بوس تيو              | كاتارزينا بيتر جيل تيخمان مارتينا دي جوزيبي ليسلي كيركوف                  |
| 29 أغسطس | برشلونة، إسبانيا ملعب ترابي $25،000 قرعة المباريات الفردية والزوجية                                                    | أندريا غاميز جورجينا غارسيا بيريز 6–2، 7–5                 | أليس ماتيوكسي جيل تيخمان                               | ميلاني ستوك لورا بوس تيو              | كاتارزينا بيتر جيل تيخمان مارتينا دي جوزيبي ليسلي كيركوف                  |
| 29 أغسطس | سانت بولتن، النمسا ملعب ترابي $10،000 قرعة المباريات الفردية والزوجية                                                  | لينكا جريكوفا 6–2، 6–4                                     | كريستينا شمييدلوفا                                     | كاترينا فانكوفا مارليس زوبر           | بيا كونينغ جوستينا ججيولكا كارولين إيلوسكا ديانا شوموفا                   |
| 29 أغسطس | سانت بولتن، النمسا ملعب ترابي $10،000 قرعة المباريات الفردية والزوجية                                                  | جوستينا ججيولكا فاندا لوكاش 6–4، 4–6، [11–9]               | ماريانا درازيتش جانينا تولين                           | كاترينا فانكوفا مارليس زوبر           | بيا كونينغ جوستينا ججيولكا كارولين إيلوسكا ديانا شوموفا                   |
| 29 أغسطس | براغ، تشيك ملعب ترابي $10،000 قرعة المباريات الفردية والزوجية                                                          | بترا كرجسوفا 7–5، 7–6(7–4)                                 | مريم كولودزيجوفا                                       | ليزا بونومار فيندولا زوفينكوفا        | تيريزا بروشازكوفا سابينا ماشالوفا داشا إيفانوفا أناستاسيا ديتيوك          |
| 29 أغسطس | براغ، تشيك ملعب ترابي $10،000 قرعة المباريات الفردية والزوجية                                                          | لورا-إيونا أندري سارة-ريبيكا سيكوليتش 6–4، 6–2             | مريم كولودزيجوفا يوڤندولا زوفينكوفا                    | ليزا بونومار فيندولا زوفينكوفا        | تيريزا بروشازكوفا سابينا ماشالوفا داشا إيفانوفا أناستاسيا ديتيوك          |
| 29 أغسطس | شرم الشيخ، مصر ملعب صلب $10،000 قرعة المباريات الفردية والزوجية                                                        | تيريزا ميهاليكوفا 6–3، 7–6(7–3)                            | فاليريا بهونو                                          | ساندرا سمير دروثي تاتاشار فينوغوبال   | شارمادا بالو أنيت مونوزوفا علا أبو ذكري ميليسا موراليس                    |
| 29 أغسطس | شرم الشيخ، مصر ملعب صلب $10،000 قرعة المباريات الفردية والزوجية                                                        | آنا بيانكا ميهيلا ساندرا سمير 6–4، 6–1                     | شارمادا بالو دروثي تاتاشار فينوغوبال                   | ساندرا سمير دروثي تاتاشار فينوغوبال   | شارمادا بالو أنيت مونوزوفا علا أبو ذكري ميليسا موراليس                    |
| 29 أغسطس | بطولة باتومي للسيدات باطوم، جورجيا ملعب ترابي $10،000 قرعة المباريات الفردية والزوجية                                  | مريم بولكفادزه 6–4، 7–6(10–8)                              | ألكسندرا بوسبيلوفا                                     | مارجريتا لازاريفا أولغا بوتشكوفا      | تاتيا ميكادزي داريا لودي كوفا أناستازيا فرولوفا صوفيا كفاتسابايا          |
| 29 أغسطس | بطولة باتومي للسيدات باطوم، جورجيا ملعب ترابي $10،000 قرعة المباريات الفردية والزوجية                                  | ألونا فومينا مارجريتا لازاريفا 6–4، 6–3                    | مريم بولكفادزه تاتيا ميكادزي                           | مارجريتا لازاريفا أولغا بوتشكوفا      | تاتيا ميكادزي داريا لودي كوفا أناستازيا فرولوفا صوفيا كفاتسابايا          |
| 29 أغسطس | ترييستي، إيطاليا ملعب ترابي $10،000 قرعة المباريات الفردية والزوجية                                                    | كلوديا جيوفين 7–5، 0–6، 6–2                                | ديبورا كييزا                                           | أليس بالدوتشي مانكا بيسلاك            | آنا بروكاشي ساشا كلانيشيك غيورغيا ماركيتي بويانا مارينكوفيتش              |
| 29 أغسطس | ترييستي، إيطاليا ملعب ترابي $10،000 قرعة المباريات الفردية والزوجية                                                    | غيورغيا ماركيتي ماريا ماسيني 6–0، 6–0                      | بويانا مارينكوفيتش سارا بالسيك                         | أليس بالدوتشي مانكا بيسلاك            | آنا بروكاشي ساشا كلانيشيك غيورغيا ماركيتي بويانا مارينكوفيتش              |
| 29 أغسطس | سخونهوفن، هولندا ملعب ترابي $10،000 قرعة المباريات الفردية والزوجية                                                    | كيارا شول 6–1، 6–4                                         | كلوي باكيوت                                            | شايين إيويك سفيلتلانا بيرازينكا       | مارغو ييروليموس ليزا سابينو ديبورا كيرفس كاثرين تشانتراين                 |
| 29 أغسطس | سخونهوفن، هولندا ملعب ترابي $10،000 قرعة المباريات الفردية والزوجية                                                    | ديبورا كيرفس كيارا شول 6–1، 6–2                            | إيريكا فوغلزنج ماندي واجماكر                           | شايين إيويك سفيلتلانا بيرازينكا       | مارغو ييروليموس ليزا سابينو ديبورا كيرفس كاثرين تشانتراين                 |
| 29 أغسطس | فرنياتشكا بانيا، صربيا ملعب ترابي $10،000 قرعة المباريات الفردية والزوجية                                              | صوفيا غولوبوفسكايا 6–3، 6–2                                | بويانا ماركوفيتش                                       | ساندرا جامريخوفا ساتسوكي تاكامورا     | كريستينا أوستوييتش تيجانا سباسوجيفيتش كريستينا ميليتيتش جوليا ستاماتوفا   |
| 29 أغسطس | فرنياتشكا بانيا، صربيا ملعب ترابي $10،000 قرعة المباريات الفردية والزوجية                                              | تمارا تشروفيتش ساندرا جامريخوفا 6–3، 6–2                   | كريستينا أوستوييتش آني فانجيلوفا                       | ساندرا جامريخوفا ساتسوكي تاكامورا     | كريستينا أوستوييتش تيجانا سباسوجيفيتش كريستينا ميليتيتش جوليا ستاماتوفا   |
| 29 أغسطس | يونغوول، كوريا الجنوبية ملعب صلب $10،000 قرعة المباريات الفردية والزوجية نسخة محفوظة 2016-07-27 على موقع واي باك مشين. | هونج سيونغ يون 7–5، 6–3                                    | كيم دا-بين                                             | ستيفاني تان يا هيو-جونغ               | هان سونغ هي بارك سانغ-هي بارك سو-هيون كيم نا-ري                           |
| 29 أغسطس | يونغوول، كوريا الجنوبية ملعب صلب $10،000 قرعة المباريات الفردية والزوجية نسخة محفوظة 2016-07-27 على موقع واي باك مشين. | جونغ سو-هي بارك سانغ-هي 5–7، 6–4، [10–2]                   | كيم جو-يون كيم مي-أوك                                  | ستيفاني تان يا هيو-جونغ               | هان سونغ هي بارك سانغ-هي بارك سو-هيون كيم نا-ري                           |
| 29 أغسطس | سيون، سويسرا ملعب ترابي $10،000 قرعة المباريات الفردية والزوجية                                                        | لوسيا برونزيتي 6–3، 7–6(7–5)                               | كارين كينل                                             | تمارا أرنولد إميلي أربوثنوت           | نينا ستادلر مارتينا كولمينا ليوني كونغ سيمونا والترت                      |
| 29 أغسطس | سيون، سويسرا ملعب ترابي $10،000 قرعة المباريات الفردية والزوجية                                                        | إميلي أربوثنوت كارين كينل 6–2، 6–1                         | ليوني كونغ سيمونا والترت                               | تمارا أرنولد إميلي أربوثنوت           | نينا ستادلر مارتينا كولمينا ليوني كونغ سيمونا والترت                      |

### سبتمبر
| الأسبوع   | البطولة                                                                                             | الفائزات                                                | الوصيفات                                  | المتأهلات لنصف النهائي                 | المتأهلات لربع النهائي                                                                   |
| --------- | --------------------------------------------------------------------------------------------------- | ------------------------------------------------------- | ----------------------------------------- | -------------------------------------- | ---------------------------------------------------------------------------------------- |
| 5 سبتمبر  | Sport11 Ladies Open بودابست، المجر ملعب ترابي $50،000 Singles – Doubles                             | إيرينا خروماتشيفا 6–1، 6–2                              | سيندي برغر                                | دانييلا سيغيل الكسندرا كادانتسو        | باتي شنايدر ميكايلا أونتشوفا دليلا ياكوبوفيتش دلما جالفي                                 |
| 5 سبتمبر  | Sport11 Ladies Open بودابست، المجر ملعب ترابي $50،000 Singles – Doubles                             | سيندي برغر أرانتشا روس 6–1، 6–4                         | أغنيس بكتا جيسيكا ماليتشكوفا              | دانييلا سيغيل الكسندرا كادانتسو        | باتي شنايدر ميكايلا أونتشوفا دليلا ياكوبوفيتش دلما جالفي                                 |
| 5 سبتمبر  | Allianz Cup صوفيا، بلغاريا ملعب ترابي $25،000 قرعة المباريات الفردية والزوجية                       | فيكتوريا كامينسكايا 6–4، 6–7(5–7)، 6–0                  | فيكتوريا توموفا                           | ايرينا ماريا بارا ماري بينوا           | كويرين ليموين جيسيكا بيري كاثينكا فون ديكمان تيريزا مردجا                                |
| 5 سبتمبر  | Allianz Cup صوفيا، بلغاريا ملعب ترابي $25،000 قرعة المباريات الفردية والزوجية                       | فالنتيني جراماتيكوبولو كويرين ليموين 6–4، 4–6، [10–6]   | لينا جيورشيسكا فيكتوريا توموفا            | ايرينا ماريا بارا ماري بينوا           | كويرين ليموين جيسيكا بيري كاثينكا فون ديكمان تيريزا مردجا                                |
| 5 سبتمبر  | Telavi Open تلاوي، جورجيا ملعب ترابي $25،000 قرعة المباريات الفردية والزوجية                        | فيرونيكا كوديرميتوفا 7–5، 6–4                           | دينيز خازانيك                             | دايانا يستريمسكا أولغا دوروشينا        | باشاك إرايدن أولغا يانشوك أناستاسيا كوماردينا ناتيلا دزالاميدزه                          |
| 5 سبتمبر  | Telavi Open تلاوي، جورجيا ملعب ترابي $25،000 قرعة المباريات الفردية والزوجية                        | ناتيلا دزالاميدزه فيرونيكا كوديرميتوفا 6–4، 6–2         | تاتيا ميكادزي صوفيا شاباتافا              | دايانا يستريمسكا أولغا دوروشينا        | باشاك إرايدن أولغا يانشوك أناستاسيا كوماردينا ناتيلا دزالاميدزه                          |
| 5 سبتمبر  | إنجيس، بلجيكا ملعب ترابي $10،000 قرعة المباريات الفردية والزوجية                                    | كيارا شول 6–1، 6–0                                      | ديبورا كيرفس                              | كاثرين شانترين دانا كريمر              | كيارا غريم ليزا ماتفيينكو ليزا-ماري ماتشكه ماجالي كيمبن                                  |
| 5 سبتمبر  | إنجيس، بلجيكا ملعب ترابي $10،000 قرعة المباريات الفردية والزوجية                                    | ديبورا كيرفس كيارا شول 6–2، 6–7(2–7)، [10–4]            | كيارا غريم نينا ستادلر                    | كاثرين شانترين دانا كريمر              | كيارا غريم ليزا ماتفيينكو ليزا-ماري ماتشكه ماجالي كيمبن                                  |
| 5 سبتمبر  | براغ، جمهورية التشيك ملعب ترابي $10،000 قرعة المباريات الفردية والزوجية                             | مادلينا بانتوشكوفا 6–2، 6–7(4–7)، 6–2                   | لاورا-يونا أندري                          | أنجليانا زورافليفا داشا إيفانوفا       | كارولين فيرنر مريم كولودزيجوفا إيفا بريموراك تيريزا كولاروفا                             |
| 5 سبتمبر  | براغ، جمهورية التشيك ملعب ترابي $10،000 قرعة المباريات الفردية والزوجية                             | بترا يانوسكوفا أنجليانا زورافليفا 6–2، 6–0              | داشا إيفانوفا إيفا بريموراك               | أنجليانا زورافليفا داشا إيفانوفا       | كارولين فيرنر مريم كولودزيجوفا إيفا بريموراك تيريزا كولاروفا                             |
| 5 سبتمبر  | شرم الشيخ، مصر ملعب صلب $10،000 قرعة المباريات الفردية والزوجية                                     | بريت جيوكينس 4–6، 6–3، 6–2                              | آنا بيانكا ميهايلا                        | أكيلا جيمس كلوتيلد دي بيرناردي         | علا أبو ذكري سوزي لاركن درسوتي تاتشار فينوجوبال لينيا مالمكفيست                          |
| 5 سبتمبر  | شرم الشيخ، مصر ملعب صلب $10،000 قرعة المباريات الفردية والزوجية                                     | شارمادا بالو درسوتي تاتشار فينوجوبال 6–1، 6–3           | سوزي لاركن لينيا مالمكفيست                | أكيلا جيمس كلوتيلد دي بيرناردي         | علا أبو ذكري سوزي لاركن درسوتي تاتشار فينوجوبال لينيا مالمكفيست                          |
| 5 سبتمبر  | كيوتو، اليابان ملعب صلب (indoor) $10،000 قرعة المباريات الفردية والزوجية                            | ميكي ميامرا 6–1، 6–4                                    | هارونا أراكاوا                            | كاناي هيسامي أيانو شيميزو              | هيرونو واتانابي ريكا فوجيوارا أيكو يوشيتومي ساري بابا                                    |
| 5 سبتمبر  | كيوتو، اليابان ملعب صلب (indoor) $10،000 قرعة المباريات الفردية والزوجية                            | ريكا فوجيوارا ميكي ميامرا 6–1، 6–2                      | ريسا هاسيجاوا ميدوري ياماموتو             | كاناي هيسامي أيانو شيميزو              | هيرونو واتانابي ريكا فوجيوارا أيكو يوشيتومي ساري بابا                                    |
| 5 سبتمبر  | TEAN الدولية ألفن آن دن راين، هولندا ملعب ترابي $10،000 قرعة المباريات الفردية والزوجية             | شايين إويك 7–5، 7–5                                     | سوزان لامينس                              | لينا روفر جوليت ستيور                  | إريكا فوغيلسانغ إيفون كافالي رايمرز إيدن سيلفا نينا كرويجر                               |
| 5 سبتمبر  | TEAN الدولية ألفن آن دن راين، هولندا ملعب ترابي $10،000 قرعة المباريات الفردية والزوجية             | نينا كرويجر سوزان لامينس 6–0، 3–6، [10–5]               | شايين إويك روزالي فان در هوك              | لينا روفر جوليت ستيور                  | إريكا فوغيلسانغ إيفون كافالي رايمرز إيدن سيلفا نينا كرويجر                               |
| 5 سبتمبر  | بنتة دلغادة، البرتغال ملعب صلب $10،000 قرعة المباريات الفردية والزوجية                              | ألبا كارييو مارين 6–3، 3–6، 6–3                         | إيوانا لوريدانا روسكا                     | أندريا كا ماريا جواو كوهلر             | ماريا غوتيريز كاراسكو أماندين كازو كاثرينا هيرينج جازاماي درو                            |
| 5 سبتمبر  | بنتة دلغادة، البرتغال ملعب صلب $10،000 قرعة المباريات الفردية والزوجية                              | إينيس مورتا إيوانا لوريدانا روسكا 2–6، 6–4، [11–9]      | كاثرينا هيرينج أندريا كا                  | أندريا كا ماريا جواو كوهلر             | ماريا غوتيريز كاراسكو أماندين كازو كاثرينا هيرينج جازاماي درو                            |
| 5 سبتمبر  | يونغول، كوريا الجنوبية ملعب صلب $10،000 قرعة المباريات الفردية والزوجية                             | كيم نا-ري 6–2، 6–2                                      | تشاو دي                                   | آهن يو-جين بارك سانغ-هي                | هانا تشانغ هان سونغ هي جيونغ يونغ-وون جيونغ سو-نام                                       |
| 5 سبتمبر  | يونغول، كوريا الجنوبية ملعب صلب $10،000 قرعة المباريات الفردية والزوجية                             | كيم نا-ري يو مين-هوا 7–6(7–2)، 6–2                      | جونغ سو-هي بارك سانغ-هي                   | آهن يو-جين بارك سانغ-هي                | هانا تشانغ هان سونغ هي جيونغ يونغ-وون جيونغ سو-نام                                       |
| 5 سبتمبر  | الحمامات، تونس ملعب ترابي $10،000 قرعة المباريات الفردية والزوجية                                   | فاني أوستلوند 6–4، 6–2                                  | آنا سافيتش                                | أنجيليكا موراتيللي ماريانا ناتالي      | ماريانا درازيتش جيسيكا هو ميرينا تونا فاسيليسا أبوناسينكو                                |
| 5 سبتمبر  | الحمامات، تونس ملعب ترابي $10،000 قرعة المباريات الفردية والزوجية                                   | فيونا كودينو ماتيلد ديفيتس 7–6(7–2)، 5–7، [10–5]        | كريستينا آداميسكو ماريانا درازيتش         | أنجيليكا موراتيللي ماريانا ناتالي      | ماريانا درازيتش جيسيكا هو ميرينا تونا فاسيليسا أبوناسينكو                                |
| 5 سبتمبر  | بوتشا، أوكرانيا ملعب ترابي $10،000 قرعة المباريات الفردية والزوجية                                  | ماريا كوريتسيفا 4–0، انسحب                              | ألكساندرا بيربر                           | أنستاسيا فيدوريشين غانا بوزنيخيرينكو   | فيرونيكا كابشاي أنستاسيا شوشينا أولكساندرا أندرييفا كرمن إيلونا                          |
| 5 سبتمبر  | بوتشا، أوكرانيا ملعب ترابي $10،000 قرعة المباريات الفردية والزوجية                                  | كرمن إيلونا غانا بوزنيخيرينكو 6–3، 6–2                  | فيرونيكا كابشاي أنستاسيا شوشينا           | أنستاسيا فيدوريشين غانا بوزنيخيرينكو   | فيرونيكا كابشاي أنستاسيا شوشينا أولكساندرا أندرييفا كرمن إيلونا                          |
| 12 سبتمبر | Engie Open de Biarritz بياريتز، فرنسا ملعب ترابي $100٬000 فردي – زوجي                               | ريبيكا سرامكوفا 6–3، 4–6، 6–1                           | مارتينا تريفيسان                          | كلوي باكيوت سورانا كريستيا             | بولين بارمنتييه إيرينا خروماتشيفا كارينا ويثوفت فيرونيكا كوديرميتوفا                     |
| 12 سبتمبر | Engie Open de Biarritz بياريتز، فرنسا ملعب ترابي $100٬000 فردي – زوجي                               | إيرينا خروماتشيفا مارينا زانيفسكا 4–6، 7–5، [10–8]      | كورنيليا ليستر نينا ستويانوفيتش           | كلوي باكيوت سورانا كريستيا             | بولين بارمنتييه إيرينا خروماتشيفا كارينا ويثوفت فيرونيكا كوديرميتوفا                     |
| 12 سبتمبر | Zhuhai ITF Women's Pro Circuit زوهاي، الصين ملعب صلب $50٬000 فردي – زوجي                            | أولجا جوفورتسوفا 6–1، 6–2                               | ايبك سويلو                                | لو جياجينغ نيجينا أبدوريموفا           | نيشا ليرتبيتاكسينتشاي "فيرا لابكو" تشانغ كاي تشن تاتيانا ماريا                           |
| 12 سبتمبر | Zhuhai ITF Women's Pro Circuit زوهاي، الصين ملعب صلب $50٬000 فردي – زوجي                            | "أنيكيتا راينا" إميلي ويبلي سميث 6–4، 6–4               | "قوه هانيو" "جيانغ شينيو"                 | لو جياجينغ نيجينا أبدوريموفا           | نيشا ليرتبيتاكسينتشاي "فيرا لابكو" تشانغ كاي تشن تاتيانا ماريا                           |
| 12 سبتمبر | One Love Tennis Open أتلانتا، الولايات المتحدة ملعب صلب $50٬000 فردي – زوجي                         | اليسي ميرتنز 6–4، 6–2                                   | ميلاني أودين                              | كريستي آهن تيساه أندريانجافيتريمو      | ميشيل لارشر دي بريتو ميكايلا كرايتشيك "لورا روبسون" "إليزافيتا إيانشوك"                  |
| 12 سبتمبر | One Love Tennis Open أتلانتا، الولايات المتحدة ملعب صلب $50٬000 فردي – زوجي                         | إنغريد نيل لويزا ستيفاني 4–6، 6–4، [10–5]               | ألكسندرا ستيفنسون تايلور تاونسند          | كريستي آهن تيساه أندريانجافيتريمو      | ميشيل لارشر دي بريتو ميكايلا كرايتشيك "لورا روبسون" "إليزافيتا إيانشوك"                  |
| 12 سبتمبر | دوبريتش، بلغاريا ملعب ترابي $25،000 قرعة المباريات الفردية والزوجية                                 | كاثينكا فون ديكمان 6–0، 6–3                             | إيزابيلا شنيكوفا                          | لينا جورشيسكا ميلاني ستوك              | كريستينا إيني لورا شايدر نيكوليتا داسكاليو فيكتوريا توموفا                               |
| 12 سبتمبر | دوبريتش، بلغاريا ملعب ترابي $25،000 قرعة المباريات الفردية والزوجية                                 | لينا جورشيسكا إيزابيلا شنيكوفا 6–7(13–15)، 6–2، [10–6]  | لورا شايدر ميلاني ستوك                    | لينا جورشيسكا ميلاني ستوك              | كريستينا إيني لورا شايدر نيكوليتا داسكاليو فيكتوريا توموفا                               |
| 12 سبتمبر | هدمزوفازارهلي، هنغاريا ملعب ترابي $25،000 قرعة المباريات الفردية والزوجية                           | إيرينا ماريا بارا 7–5، 6–4                              | ديانا رادانوفيتش                          | تيريزا مردجا غابريلا بانتشكوفا         | إيفانا جوروفيتش كوني بيرين جيسيكا ماليتشكوفا تينا لوكاس                                  |
| 12 سبتمبر | هدمزوفازارهلي، هنغاريا ملعب ترابي $25،000 قرعة المباريات الفردية والزوجية                           | كوني بيرين شانتال شكاملوفا 6–4، 6–2                     | إيرينا ماريا بارا إيلينا بوغدان           | تيريزا مردجا غابريلا بانتشكوفا         | إيفانا جوروفيتش كوني بيرين جيسيكا ماليتشكوفا تينا لوكاس                                  |
| 12 سبتمبر | بوتشا، أوكرانيا ملعب ترابي $25،000 قرعة المباريات الفردية والزوجية                                  | أناستاسيا كوماردينا 6–4، 6–3                            | دينيز خازانيك                             | أولغا يانتشوك فيكتوريا كامنسكايا       | مارينا تشيرنيشوفا أولغا دوروشينا فاندا لوكاش باتي شنايدر                                 |
| 12 سبتمبر | بوتشا، أوكرانيا ملعب ترابي $25،000 قرعة المباريات الفردية والزوجية                                  | فالتينا إيفاخنينكو أناستاسيا كوماردينا 6–3، 6–1         | ميهايلا بوزارنيسكو ألكسندرا بيربر         | أولغا يانتشوك فيكتوريا كامنسكايا       | مارينا تشيرنيشوفا أولغا دوروشينا فاندا لوكاش باتي شنايدر                                 |
| 12 سبتمبر | لوبوك، الولايات المتحدة ملعب صلب $25،000 قرعة المباريات الفردية والزوجية                            | فيكتوريا كوزموفا 6–0، 7–5                               | فريا كريستي                               | آشلي كراتزير آنا فيسيلينوفيتش          | كاتي سوان كاتي بولتر هارييت دارت آنا زيا                                                 |
| 12 سبتمبر | لوبوك، الولايات المتحدة ملعب صلب $25،000 قرعة المباريات الفردية والزوجية                            | Emina Bektas Catherine Harrison 6–3، 6–4                | Ema Burgić Bucko Renata Zarazúa           | آشلي كراتزير آنا فيسيلينوفيتش          | كاتي سوان كاتي بولتر هارييت دارت آنا زيا                                                 |
| 12 سبتمبر | ريتشاني، جمهورية التشيك ملعب ترابي $10،000 قرعة المباريات الفردية والزوجية                          | كاتارينا كيرلاخ 7–5، 6–2                                | Miriam Kolodziejová                       | Karolína Čechová Barbora Miklová       | Anastasia Zarytska Tereza Procházková Iva Primorac Magdaléna Pantůčková                  |
| 12 سبتمبر | ريتشاني، جمهورية التشيك ملعب ترابي $10،000 قرعة المباريات الفردية والزوجية                          | Nikola Novotná Nikola Tomanová 6–1، 6–0                 | Aneta Kladivová Sonja Křtěnová            | Karolína Čechová Barbora Miklová       | Anastasia Zarytska Tereza Procházková Iva Primorac Magdaléna Pantůčková                  |
| 12 سبتمبر | شرم الشيخ، مصر ملعب صلب $10،000 قرعة المباريات الفردية والزوجية                                     | Ana Bianca Mihăilă 3–6، 7–5، 6–4                        | Zeel Desai                                | Riya Bhatia Elena-Teodora Cadar        | Giada Clerici Eetee Maheta Clothilde de Bernardi Akilah James                            |
| 12 سبتمبر | شرم الشيخ، مصر ملعب صلب $10،000 قرعة المباريات الفردية والزوجية                                     | Elena-Teodora Cadar Britt Geukens 6–3، 6–1              | Ana Bianca Mihăilă Shweta Chandra Rana    | Riya Bhatia Elena-Teodora Cadar        | Giada Clerici Eetee Maheta Clothilde de Bernardi Akilah James                            |
| 12 سبتمبر | عسقلان، إسرائيل ملعب صلب $10،000 قرعة المباريات الفردية والزوجية                                    | جينيفر زيربون 7–6(7–5)، 3–6، 6–2                        | فلادا إكشيبروفا                           | كيرين شلومو إيكاترينا كازيونوفا        | أناستاسيا شليبتسوفا ألكسندرا والترز ميا رابينوويتز فاليريا يوششينكو                      |
| 12 سبتمبر | عسقلان، إسرائيل ملعب صلب $10،000 قرعة المباريات الفردية والزوجية                                    | فلادا إكشيبروفا مادلين كوبلت 4–6، 7–5، [10–8]           | ألونا بوشكارفسكي كيرين شلومو              | كيرين شلومو إيكاترينا كازيونوفا        | أناستاسيا شليبتسوفا ألكسندرا والترز ميا رابينوويتز فاليريا يوششينكو                      |
| 12 سبتمبر | بولا، إيطاليا ملعب ترابي 10،000 دولار قرعة المباريات الفردية والزوجية                               | أليس بالدوتشي 6–4، 6–1                                  | تيس سوغنو                                 | كيمبرلي زيمرمان فيرينا هوفر            | أليسا داريو أليسا بيران يلينا سيميتش دليلا سبيتييري                                      |
| 12 سبتمبر | بولا، إيطاليا ملعب ترابي 10،000 دولار قرعة المباريات الفردية والزوجية                               | أليسا داريو سارا مارسيو ني 7–6(8–6)، 6–2                | نيكي لوتيكويس كلير فيرفيردا               | كيمبرلي زيمرمان فيرينا هوفر            | أليسا داريو أليسا بيران يلينا سيميتش دليلا سبيتييري                                      |
| 12 سبتمبر | بيتانج، لوكسمبورغ ملعب صلب (داخلي) 10،000 دولار قرعة المباريات الفردية والزوجية                     | إليكساني ليشيميا 6–3، 6–0                               | ماغالي كيمبن                              | هيلين شلسين رومي كولزر                 | كارولين شميدت جوستينا ججيولكا كلارتي ليبينس شايان أيڤيك                                  |
| 12 سبتمبر | بيتانج، لوكسمبورغ ملعب صلب (داخلي) 10،000 دولار قرعة المباريات الفردية والزوجية                     | شايان أيڤيك روزالي فان دير هوك 7–6(8–6)، 6–3            | جوستينا ججيولكا ماغالي كيمبن              | هيلين شلسين رومي كولزر                 | كارولين شميدت جوستينا ججيولكا كلارتي ليبينس شايان أيڤيك                                  |
| 12 سبتمبر | بونتا ديلغادا، البرتغال ملعب صلب 10،000 دولار قرعة المباريات الفردية والزوجية                       | إينيس مورتا 6–4، 3–6، 7–6(9–7)                          | ماريا جواو كوهلر                          | ألبا كارييو مارين فرانسيسكا خورخي      | ديزيراي كراوفيك أماندين كازو ناتاليا أورلوفا إيما هورست                                  |
| 12 سبتمبر | بونتا ديلغادا، البرتغال ملعب صلب 10،000 دولار قرعة المباريات الفردية والزوجية                       | كاثارينا هيرينج أندريا كا 6–3، 6–3                      | ديزيراي كراوفيك إلينا فيخريانوفا          | ألبا كارييو مارين فرانسيسكا خورخي      | ديزيراي كراوفيك أماندين كازو ناتاليا أورلوفا إيما هورست                                  |
| 12 سبتمبر | مدريد، إسبانيا ملعب صلب $10،000 قرعة المباريات الفردية والزوجية                                     | نوريا باريزاس دياز 7–6(7–5)، 6–3                        | جاكلين كاباج أواد                         | كايسا رينالدو بيرسون إيزابيل والاس     | فرناندا بريتو أيهنوا أتوتشا غوميز إيوانا بيتروي أرابيلا فرنانديز رابنر                   |
| 12 سبتمبر | مدريد، إسبانيا ملعب صلب $10،000 قرعة المباريات الفردية والزوجية                                     | أرابيلا فرنانديز رابنر ماريا مارتينيز مارتينيز 6–3، 6–1 | ماتيلد أرمينتانو ميلينا فيريرو            | كايسا رينالدو بيرسون إيزابيل والاس     | فرناندا بريتو أيهنوا أتوتشا غوميز إيوانا بيتروي أرابيلا فرنانديز رابنر                   |
| 12 سبتمبر | الحمامات، تونس ملعب ترابي $10،000 قرعة المباريات الفردية والزوجية                                   | سفيتلانا بيرازهنكا 6–1، 6–0                             | صوفيا لويني                               | أنجيليكا موراتيللي جيسيكا هو           | باربرا كوتيلسوفا ماريانا درازيتش آنا سافيتش ميرينا تونا                                  |
| 12 سبتمبر | الحمامات، تونس ملعب ترابي $10،000 قرعة المباريات الفردية والزوجية                                   | كاساندرا دافين باربرا كوتيلسوفا Walkover                | أنجيليكا موراتيللي سفيتلانا بيرازهنكا     | أنجيليكا موراتيللي جيسيكا هو           | باربرا كوتيلسوفا ماريانا درازيتش آنا سافيتش ميرينا تونا                                  |
| 19 سبتمبر | Neva Cup سانت بطرسبرغ، روسيا ملعب صلب (indoor) $100،000 Singles – Doubles                           | ناتاليا فيكليانتسيفا 6–1، 6–2                           | دونا فيكك                                 | إيرينا خروماتشيفا أرينا سابالينكا      | فالنتيني جراماتيكوبولو آلا كودريافتسيفا فيسنا دولونك يفجينيا رودينا                      |
| 19 سبتمبر | Neva Cup سانت بطرسبرغ، روسيا ملعب صلب (indoor) $100،000 Singles – Doubles                           | ماريا مارفوتينا آنا مورجينا 6–2، 6–3                    | رالوكا أولارو ألينا تاراسوفا              | إيرينا خروماتشيفا أرينا سابالينكا      | فالنتيني جراماتيكوبولو آلا كودريافتسيفا فيسنا دولونك يفجينيا رودينا                      |
| 19 سبتمبر | Coleman Vision Tennis Championships ألباكركي، الولايات المتحدة ملعب صلب $75،000 Singles – Doubles   | ماندي مينلا 6–4، 7–5                                    | فيرونيكا سبيد رويج                        | ألكسندرا فوزنياك أليسون فان يوتفانخ    | ماري بوزكوفا باولا كانيا مونتسيرات غونزاليس ميكايلا كرايتشيك                             |
| 19 سبتمبر | Coleman Vision Tennis Championships ألباكركي، الولايات المتحدة ملعب صلب $75،000 Singles – Doubles   | ميكايلا كرايتشيك ماريا سانشيز 6–2، 6–4                  | اليسي ميرتنز ماندي مينلا                  | ألكسندرا فوزنياك أليسون فان يوتفانخ    | ماري بوزكوفا باولا كانيا مونتسيرات غونزاليس ميكايلا كرايتشيك                             |
| 19 سبتمبر | L'Open Emeraude Solaire de Saint-Malo سان مالو، فرنسا ملعب ترابي $50،000+H Singles – Doubles        | مارينا زانيفسكا 6–1، 6–3                                | كاميلا روساتيلو                           | سيلفيا سولير إسبينوزا فيونا فيرو       | فارفارا فلينك فيكتوريا كامنسكايا كلوي باكيوت نينا ستويانوفيتش                            |
| 19 سبتمبر | L'Open Emeraude Solaire de Saint-Malo سان مالو، فرنسا ملعب ترابي $50،000+H Singles – Doubles        | لينا جورشيسكا ديانا مارسنكفيتشا 3–6، 6–3، [10–8]        | ألكساندرا كدانسيو جاكلين كريستيان         | سيلفيا سولير إسبينوزا فيونا فيرو       | فارفارا فلينك فيكتوريا كامنسكايا كلوي باكيوت نينا ستويانوفيتش                            |
| 19 سبتمبر | تويد هيدز، أستراليا ملعب صلب $25،000 قرعة المباريات الفردية والزوجية                                | ليزيتي كابريرا 6–3، 5–7، 6–2                            | ديستاني أيافا                             | جينيفر إيلي أوليفيا روجوفسكا           | تيريزا ميهاليكوفا فيكتوريا راجيسيك أنجيليك سفيتوس آبي مايرز                              |
| 19 سبتمبر | تويد هيدز، أستراليا ملعب صلب $25،000 قرعة المباريات الفردية والزوجية                                | مونيك أدامكزاك أوليفيا روجوفسكا 7–6(8–6)، 7–6(7–3)      | نايكثا بينز آبي مايرز                     | جينيفر إيلي أوليفيا روجوفسكا           | تيريزا ميهاليكوفا فيكتوريا راجيسيك أنجيليك سفيتوس آبي مايرز                              |
| 19 سبتمبر | كأس ملكي NLB Montenegro بودغوريتسا، الجبل الأسود ملعب ترابي $25،000 قرعة المباريات الفردية والزوجية | كويرين ليموين 7–5، 6–1                                  | باولا أورمايتشيا                          | تادجا ماجريتش تمارا زيدانسيك           | إيفانا جوروفيتش إيرينا ماريا بارا جيسيكا بييري تينا لوكاس                                |
| 19 سبتمبر | كأس ملكي NLB Montenegro بودغوريتسا، الجبل الأسود ملعب ترابي $25،000 قرعة المباريات الفردية والزوجية | أنيتا هوساريش كويرين ليموين 3–6، 6–4، [10–4]            | إيفانا جوروفيتش زينيا كنول                | تادجا ماجريتش تمارا زيدانسيك           | إيفانا جوروفيتش إيرينا ماريا بارا جيسيكا بييري تينا لوكاس                                |
| 19 سبتمبر | هوا هين، تايلاند ملعب صلب $25،000 قرعة المباريات الفردية والزوجية                                   | غاو شينيو 6–2، 1–6، 7–5                                 | شيهو أكيتا                                | نوبون ليرتشيواكارن كاتارزينا كاوا      | غاي آو كارمان ثاندي بونياوي ثامتشايوات بلوبورنغ بليبيتش                                  |
| 19 سبتمبر | هوا هين، تايلاند ملعب صلب $25،000 قرعة المباريات الفردية والزوجية                                   | لورا بيجوسي يانا سيزيكوفا 6–3، 2–6، [10–4]              | وي زانلان زاو تشيانشيان                   | نوبون ليرتشيواكارن كاتارزينا كاوا      | غاي آو كارمان ثاندي بونياوي ثامتشايوات بلوبورنغ بليبيتش                                  |
| 19 سبتمبر | برنو، جمهورية التشيك ملعب ترابي $10،000 قرعة المباريات الفردية والزوجية                             | مريم كلودزجييوفا 6–3، 3–6، 6–4                          | ديانا شوموفا                              | ماجا خاوالينسكا كارولين فيرنر          | باربورا كرجتشيكوفا مونيكا كيلناروفا نيكولا توماشوفا باربورا ميكوفا                       |
| 19 سبتمبر | برنو، جمهورية التشيك ملعب ترابي $10،000 قرعة المباريات الفردية والزوجية                             | أنيتا كالديفوفا أنيتا لابوتكوفا 7–6(7–5)، 3–6، [12–10]  | ماجا خاوالينسكا بولينا زارنيك             | ماجا خاوالينسكا كارولين فيرنر          | باربورا كرجتشيكوفا مونيكا كيلناروفا نيكولا توماشوفا باربورا ميكوفا                       |
| 19 سبتمبر | شرم الشيخ، مصر ملعب صلب $10،000 قرعة المباريات الفردية والزوجية                                     | ريا باتيا 3–6، 6–4، 6–0                                 | آنا بيانكا ميهيل                          | ميرابيل نوز بريت جيكنس                 | غوادالوبي بيريز روجاس كريستن أندريا ويدون إلينا تيودورا كادار سري بيدي ريدي              |
| 19 سبتمبر | شرم الشيخ، مصر ملعب صلب $10،000 قرعة المباريات الفردية والزوجية                                     | إلينا تيودورا كادار غوادالوبي بيريز روجاس 7–5، 7–6(7–5) | آنا بيانكا ميهيل شويتا شاندرا رانا        | ميرابيل نوز بريت جيكنس                 | غوادالوبي بيريز روجاس كريستن أندريا ويدون إلينا تيودورا كادار سري بيدي ريدي              |
| 19 سبتمبر | كريات جات، إسرائيل ملعب صلب $10،000 قرعة المباريات الفردية والزوجية                                 | ميليس سيزر 6–2، 6–7(4–7)، 6–3                           | هيلين شولسين                              | فلادا إكشيبروفا إيكاترينا كازيونوفا    | مادلين كوبلت أوفري لانكري جينيفر زيربون شير أزران                                        |
| 19 سبتمبر | كريات جات، إسرائيل ملعب صلب $10،000 قرعة المباريات الفردية والزوجية                                 | إيكاترينا كازيونوفا مادلين كوبلت 7–6(7–5)، 6–3          | فلادا إكشيبروفا ميليس سيزر                | فلادا إكشيبروفا إيكاترينا كازيونوفا    | مادلين كوبلت أوفري لانكري جينيفر زيربون شير أزران                                        |
| 19 سبتمبر | بولا، إيطاليا ملعب ترابي $10،000 قرعة المباريات الفردية والزوجية                                    | يلينا إن-البون 7–5، 6–2                                 | أليس بالدوتشي                             | تيس سونيو يلينا سيميتش                 | نايما كاراموكو تاتيانا بييري دوناروزا غوفرنانت شارلوت روبيلارد-ميلات                     |
| 19 سبتمبر | بولا، إيطاليا ملعب ترابي $10،000 قرعة المباريات الفردية والزوجية                                    | تاتيانا بييري لوكريتسيا ستيفانيني 6–4، 6–0              | أليس بالدوتشي مارسيلا كوكّا                | تيس سونيو يلينا سيميتش                 | نايما كاراموكو تاتيانا بييري دوناروزا غوفرنانت شارلوت روبيلارد-ميلات                     |
| 19 سبتمبر | شيمكنت، كازاخستان ملعب ترابي $10،000 قرعة المباريات الفردية والزوجية                                | كاميلا كيريمبايفا 7–5، 6–3                              | داريا كروزهكوفا                           | داريا لوديكوفا أرينا فولتس             | بولينا نوفيكوفا فيرا ساكالوسكايا آنا أوكولوفا ألكسندرا جرينشيسينا                        |
| 19 سبتمبر | شيمكنت، كازاخستان ملعب ترابي $10،000 قرعة المباريات الفردية والزوجية                                | يانينا دارشينا داريا لوديكوفا 6–3، 6–3                  | آنا ياكوفليفا جيبك كولامباييفا            | داريا لوديكوفا أرينا فولتس             | بولينا نوفيكوفا فيرا ساكالوسكايا آنا أوكولوفا ألكسندرا جرينشيسينا                        |
| 19 سبتمبر | مدريد، إسبانيا ملعب صلب $10،000 قرعة المباريات الفردية والزوجية                                     | نوريا باريزاس دياز 6–4، 3–6، 7–5                        | كريستينا بوكشا                            | روثيو دي لا توري سانشيز إيزابيل والاس  | إيرين بوريلو إسكوريهويلّا أرابيلا فرنانديز رابنّر ماريا غوتيريز كاراسكو ليديا مورينو أرياس |
| 19 سبتمبر | مدريد، إسبانيا ملعب صلب $10،000 قرعة المباريات الفردية والزوجية                                     | أرابيلا فيرنانديز رابنير شارلوت روميير 6–2، 2–6، [10–4] | أينهوا أتشا غوميز ماريا خوسيه لوكي مورينو | روثيو دي لا توري سانشيز إيزابيل والاس  | إيرين بوريلو إسكوريهويلّا أرابيلا فرنانديز رابنّر ماريا غوتيريز كاراسكو ليديا مورينو أرياس |
| 19 سبتمبر | الحمامات، تونس ملعب ترابي $10،000 قرعة المباريات الفردية والزوجية                                   | كاثارينا هوغباسكي 6–2، 6–2                              | فرناندا بريتو                             | أندريا غاميز سفياتلانا برازينكا        | جيسيكا هو كارين كينيل كريستينا أدامسكو أنجيليكا موراتيلي                                 |
| 19 سبتمبر | الحمامات، تونس ملعب ترابي $10،000 قرعة المباريات الفردية والزوجية                                   | كاثرين شانتراين سفياتلانا برازينكا 6–4، 7–5             | كريستينا أدامسكو كارين كينيل              | أندريا غاميز سفياتلانا برازينكا        | جيسيكا هو كارين كينيل كريستينا أدامسكو أنجيليكا موراتيلي                                 |
| 19 سبتمبر | نوتنغهام، المملكة المتحدة ملعب صلب $10،000 قرعة المباريات الفردية والزوجية                          | مارغو ييروليموس 7–5، 6–1                                | إيدن سيلفا                                | لويزا ماري هوبر فيكتوريا ألين          | أليسيا بارنيت لورين جون-بابتيست أوليفيا نيكولز جيما هيث                                  |
| 19 سبتمبر | نوتنغهام، المملكة المتحدة ملعب صلب $10،000 قرعة المباريات الفردية والزوجية                          | سارة بيث غري أوليفيا نيكولز 6–2، 6–4                    | داشا إيفانوفا مارغو ييروليموس             | لويزا ماري هوبر فيكتوريا ألين          | أليسيا بارنيت لورين جون-بابتيست أوليفيا نيكولز جيما هيث                                  |
| 26 سبتمبر | Red Rock Pro Open لاس فيغاس، الولايات المتحدة ملعب صلب 50،000 دولار فردي – زوجي                     | أليسون فان يوتفانخ 3–6، 7–6(7–4)، 6–2                   | صوفيا كينين                               | فاني ستولار ناديه بودوروسكا            | تايلور تاونسند يوڤانا جاكسيك Maria Sanchez ساتشيا فيكري                                  |
| 26 سبتمبر | Red Rock Pro Open لاس فيغاس، الولايات المتحدة ملعب صلب 50،000 دولار فردي – زوجي                     | ميكايلا كرايتشيك Maria Sanchez 7–5، 6–1                 | جيمي لووب شانيل سيموندز                   | فاني ستولار ناديه بودوروسكا            | تايلور تاونسند يوڤانا جاكسيك Maria Sanchez ساتشيا فيكري                                  |
| 26 سبتمبر | بريزبان، أستراليا ملعب صلب 25،000 دولار قرعة المباريات الفردية والزوجية                             | ليزيت كابرييلا 6–2، 6–4                                 | فيكتوريا كوزموفا                          | أبيغيل تيري-أبيسا جنيفر إيلي           | جورجيا بريشيا إري هوزمي ميو كاتو جوليا غلوشكو                                            |
| 26 سبتمبر | بريزبان، أستراليا ملعب صلب 25،000 دولار قرعة المباريات الفردية والزوجية                             | نايكثا بينز أبيغيل تيري-أبيسا 6–7(4–7)، 6–2، [10–3]     | جوليا غلوشكو ليو فانجزو                   | أبيغيل تيري-أبيسا جنيفر إيلي           | جورجيا بريشيا إري هوزمي ميو كاتو جوليا غلوشكو                                            |
| 26 سبتمبر | كليرمون فيران، فرنسا ملعب صلب (داخلي) 25،000 دولار قرعة المباريات الفردية والزوجية                  | ريتشل هوجينكامب 6–4، 6–2                                | جاسمين باوليني                            | أوسيان دودان ديانا مارسنكفيتشا         | ليزلي كيركهوف مانو أركانجيولي ثيو غرافويل بياتريس حداد مايا                              |
| 26 سبتمبر | كليرمون فيران، فرنسا ملعب صلب (داخلي) 25،000 دولار قرعة المباريات الفردية والزوجية                  | جورجينا غارسيا بيريز أولغا سايز لارا 6–2، 3–6، [10–2]   | مانو أركانجيولي سيلفيا نجيريتش            | أوسيان دودان ديانا مارسنكفيتشا         | ليزلي كيركهوف مانو أركانجيولي ثيو غرافويل بياتريس حداد مايا                              |
| 26 سبتمبر | إيزوكا، اليابان ملعب صلب 25،000 دولار قرعة المباريات الفردية والزوجية                               | تشانغ كاي تشن 6–3، 6–4                                  | جانغ سو جونج                              | ريكو ساواياناغي يوكي تاناكا            | أكيكو أوماي أيانو شيميزو توري كينارد شيهيرو موراماتسو                                    |
| 26 سبتمبر | إيزوكا، اليابان ملعب صلب 25،000 دولار قرعة المباريات الفردية والزوجية                               | كاناي هيسامي كوتومي تاكاته 6–2، 3–6، [10–4]             | ميهارو إيمنشي أكيكو أوماي                 | ريكو ساواياناغي يوكي تاناكا            | أكيكو أوماي أيانو شيميزو توري كينارد شيهيرو موراماتسو                                    |
| 26 سبتمبر | هوا هين، تايلاند ملعب صلب 25،000 دولار قرعة المباريات الفردية والزوجية                              | أرانتشا روس 3–6، 7–6(7–4)، 7–6(7–3)                     | نيشا ليرتبيتاكسينتشاي                     | Gao Xinyu ألكساندرينا نايدينوفا        | Shiho Akita Tian Ran كاتارزينا كاوا لو جياجينغ                                           |
| 26 سبتمبر | هوا هين، تايلاند ملعب صلب 25،000 دولار قرعة المباريات الفردية والزوجية                              | كاتارزينا كاوا لورا بيجوسي 7–5، 6–7(4–7)، [10–6]        | Kamonwan Buayam Lee Pei-chi               | Gao Xinyu ألكساندرينا نايدينوفا        | Shiho Akita Tian Ran كاتارزينا كاوا لو جياجينغ                                           |
| 26 سبتمبر | ستيلووتر، الولايات المتحدة ملعب صلب $25،000 قرعة المباريات الفردية والزوجية                         | دانيال كولينز 1–0، انسحب.                               | كارولين دولهايد                           | يوليا بيجيلزيمير بيانكا توراتي         | ألكسندرا فوزنياك فيكتوريا رودريغيز رونيت يوروفسكي آنا فرلجيتش                            |
| 26 سبتمبر | ستيلووتر، الولايات المتحدة ملعب صلب $25،000 قرعة المباريات الفردية والزوجية                         | إيمينا بيكتاس رونيت يوروفسكي 6–4، 6–7(6–8)، [10–6]      | جوليانا أولموس نازاري أوربينا             | يوليا بيجيلزيمير بيانكا توراتي         | ألكسندرا فوزنياك فيكتوريا رودريغيز رونيت يوروفسكي آنا فرلجيتش                            |
| 26 سبتمبر | سوزوبول، بلغاريا ملعب صلب $10،000 قرعة المباريات الفردية والزوجية                                   | ديانا رادانوفيتش 4–0، انسحب.                            | أندريا روشكا                              | أوانا جافريلا ليزا ماتفيينكو           | كاترينا كرامبيروفا ألونا فومينا بيتيا أرشينكوفا ديسبينا باباميتشايل                      |
| 26 سبتمبر | سوزوبول، بلغاريا ملعب صلب $10،000 قرعة المباريات الفردية والزوجية                                   | بيتيا أرشينكوفا ديانا رادانوفيتش 6–1، 6–3               | كاترينا كرامبيروفا أنجلينا زورافليفا      | أوانا جافريلا ليزا ماتفيينكو           | كاترينا كرامبيروفا ألونا فومينا بيتيا أرشينكوفا ديسبينا باباميتشايل                      |
| 26 سبتمبر | شرم الشيخ، مصر ملعب صلب $10،000 قرعة المباريات الفردية والزوجية                                     | آنا مورجينا 6–4، 6–0                                    | ديا هردجلاش                               | علا أبو ذكري غوادالوبي بيريز روجاس     | زيل ديساي آنا بيانكا ميهايلا جيني كلافاي إيتي ماهيتا                                     |
| 26 سبتمبر | شرم الشيخ، مصر ملعب صلب $10،000 قرعة المباريات الفردية والزوجية                                     | علا أبو ذكري زيل ديساي 7–5، 6–4                         | سوزي لاركين تيفيا سيلفراجو                | علا أبو ذكري غوادالوبي بيريز روجاس     | زيل ديساي آنا بيانكا ميهايلا جيني كلافاي إيتي ماهيتا                                     |
| 26 سبتمبر | طبريا، إسرائيل ملعب صلب $10،000 قرعة المباريات الفردية والزوجية                                     | ميليس سيزر 6–3، 6–3                                     | فلادا إكشيباروفا                          | يكاترينا كازيونوفا هيلين شولسن         | مادلين كوبيلت لينيا مالمكفيست ألكسندرا والترز شيلي كروليتسكي                             |
| 26 سبتمبر | طبريا، إسرائيل ملعب صلب $10،000 قرعة المباريات الفردية والزوجية                                     | فلادا إكشيباروفا ميليس سيزر 6–1، 6–3                    | يكاترينا كازيونوفا مادلين كوبيلت          | يكاترينا كازيونوفا هيلين شولسن         | مادلين كوبيلت لينيا مالمكفيست ألكسندرا والترز شيلي كروليتسكي                             |
| 26 سبتمبر | بولا، إيطاليا ملعب ترابي $10،000 قرعة المباريات الفردية والزوجية                                    | كلوديا جيوفين 6–4، 6–3                                  | أليس بالدوتشي                             | ديبورا كيييسا بترا كرجسوفا             | مارليز سزبير يلينا إن-ألبون نيكول روتمان باولا أورمايتشيا                                |
| 26 سبتمبر | بولا، إيطاليا ملعب ترابي $10،000 قرعة المباريات الفردية والزوجية                                    | بترا كرجسوفا دليلا سبيريتي 6–0، 1–6، [10–3]             | سنيهاديفي ريدي يلينا سيميتش               | ديبورا كيييسا بترا كرجسوفا             | مارليز سزبير يلينا إن-ألبون نيكول روتمان باولا أورمايتشيا                                |
| 26 سبتمبر | شيمكنت، كازاخستان ملعب ترابي $10،000 قرعة المباريات الفردية والزوجية                                | أوليانا أيزاتولينا 7–5، 6–0                             | غوزال أينيتمدينوفا                        | مارغريتا لازاريفا ألكساندرا فوستريكوفا | كاميلا كريمبايفا ألكساندرا جرينتشينا يوليويته ستوير آنا بريبلوفا                         |
| 26 سبتمبر | شيمكنت، كازاخستان ملعب ترابي $10،000 قرعة المباريات الفردية والزوجية                                | أوليانا أيزاتولينا مارغريتا لازاريفا 6–2، 6–3           | جيبيك كولامبايفا آنا أوكولوفا             | مارغريتا لازاريفا ألكساندرا فوستريكوفا | كاميلا كريمبايفا ألكساندرا جرينتشينا يوليويته ستوير آنا بريبلوفا                         |
| 26 سبتمبر | كيشيناو، مولدوفا ملعب ترابي $10،000 قرعة المباريات الفردية والزوجية                                 | إيلونا جيورجيانا جيوروايي 6–4، 6–2                      | فيرونيكا كابشاي                           | جورجيا كراسيون أولغا بوتشكوفا          | أولكساندرا أندرييفا أدريانا سوسنوفسكي تيودورا ستينغا ناديا كولب                          |
| 26 سبتمبر | كيشيناو، مولدوفا ملعب ترابي $10،000 قرعة المباريات الفردية والزوجية                                 | مارينا كولب ناديا كولب 5–7، 7–5، [10–6]                 | فيرونيكا كابشاي أنجلينا شخراتشيك          | جورجيا كراسيون أولغا بوتشكوفا          | أولكساندرا أندرييفا أدريانا سوسنوفسكي تيودورا ستينغا ناديا كولب                          |
| 26 سبتمبر | مليلية، إسبانيا ملعب ترابي $10،000 قرعة المباريات الفردية والزوجية                                  | هارموني تان 7–6(7–4)، 6–4                               | ماريا خوسيه لوكي مورينو                   | مارتينا كابورو تابوردا ماريانا درازيتش | ماريانا ناتالي ليزا بونومار إيرين بوريلو إسكوريهويل لوسيا مارزال مارتينيز                |
| 26 سبتمبر | مليلية، إسبانيا ملعب ترابي $10،000 قرعة المباريات الفردية والزوجية                                  | ماريانا درازيتش بانا أودفاردي 6–1، 2–0، انسحبت          | ماريانا ناتالي ليزا بونومار               | مارتينا كابورو تابوردا ماريانا درازيتش | ماريانا ناتالي ليزا بونومار إيرين بوريلو إسكوريهويل لوسيا مارزال مارتينيز                |
| 26 سبتمبر | حمامات، تونس ملعب ترابي $10،000 قرعة المباريات الفردية والزوجية                                     | كاثارينا هوغبارسكي 6–0، 7–5                             | فرناندا بريتو                             | إيدا يارلسكوج كارين كينيل              | أندريا غاميز باربارا كوتيليزوفا أليس باكي شيراز بشري                                     |
| 26 سبتمبر | حمامات، تونس ملعب ترابي $10،000 قرعة المباريات الفردية والزوجية                                     | كارولينا ألفيس كارين كينيل 6–2، 4–6، [11–9]             | فرناندا بريتو نويلليا زيبالوس             | إيدا يارلسكوج كارين كينيل              | أندريا غاميز باربارا كوتيليزوفا أليس باكي شيراز بشري                                     |
| 26 سبتمبر | روهامبتون، المملكة المتحدة ملعب صلب $10،000 قرعة المباريات الفردية والزوجية                         | فيكتوريا لارير 6–2، 6–3                                 | داشا إيفانوفا                             | جوليا تيرزيسكا مارجو ييروليموس         | لويسا ماري هوبر كاثارينا هيرينج ماريام بولكفادزي أليشيا بارنيت                           |
| 26 سبتمبر | روهامبتون، المملكة المتحدة ملعب صلب $10،000 قرعة المباريات الفردية والزوجية                         | إيما هيرست لورا سينسبري 4–6، 6–3، [10–4]                | ليبي موما إيفا سيسكا                      | جوليا تيرزيسكا مارجو ييروليموس         | لويسا ماري هوبر كاثارينا هيرينج ماريام بولكفادزي أليشيا بارنيت                           |
| 26 سبتمبر | تشارلستون، الولايات المتحدة ملعب ترابي $10،000 قرعة المباريات الفردية والزوجية                      | نيكول كوبرسميث 6–3، 6–4                                 | إنغريد غاماررا مارتينز                    | يوكو نووي لورين إمبري                  | نعومي توتكا إميليانا أرانجو جيد لويس جايدا دانييل                                        |
| 26 سبتمبر | تشارلستون، الولايات المتحدة ملعب ترابي $10،000 قرعة المباريات الفردية والزوجية                      | آندي دانييل إيرين روتليف 6–4، 6–2                       | كوين جليسون ويتني كاي                     | يوكو نووي لورين إمبري                  | نعومي توتكا إميليانا أرانجو جيد لويس جايدا دانييل                                        |

## الروابط الخارجية
- "10،600 لاعبة، 1135 حدثًا: جولة الاتحاد الدولي لكرة المضرب العالمية للسيدات لعام 2023 بالأرقام". الاتحاد الدولي لكرة المضرب. اطلع عليه بتاريخ 2024-01-02.
- "أجندة جولة الاتحاد الدولي لكرة المضرب العالمية للسيدات". الاتحاد الدولي لكرة المضرب. اطلع عليه بتاريخ 2024-01-02.
- الاتحاد الدولي لكرة المضرب